# Istvántelki Főműhely
Az Istvántelki Főműhely egykor az egyik legfontosabb vasúti járműjavító műhely volt Magyarországon. A főműhely Istvántelken, Budapest IV. kerületének egy városrészében található, előbbinek nagyjából a felét foglalja el. Az egykor volt dicsőséget ma már csak elképzelni lehet, a csarnokok nagy részét lebontották. Amit nem, ott a műemléki védettség ellenére a gaz burjánzik. A vasutas érából már csupán a motorkocsi szín és a gőzösműhely maradt. A főműhely közvetlen szomszédságában helyezkedik el a Magyar Vasúttörténeti Park.

## Története

### Megnyitásától a dualizmusig
Mára a történelemkönyvekből jól ismert tény, hogy 1846-ban nyitották meg a Pest–Vác vasútvonalat, majd egy évvel később a Pest–Szolnok viszonylatot, melyekhez a Nyugati pályaudvaron épült karbantartó állomás Pesti Főműhely (Nyugati Főműhely) néven 1847-ben.
A vasút rohamos terjeszkedésével újabb, nagyobb kapacitású műhelyekre lett volna szükség, ezért Rákospalotán, az Országos Magyar Gazdasági Egyesület és nagyobb részt gróf Károlyi Sándor birtokában lévő területen kijelölték a leendő főműhely helyét. Itt megfelelő nagyságú terület állt rendelkezésre, és közel is esett a Nyugati pályaudvarhoz.
 Ez a terület nem volt ismeretlen a vasút előtt, hiszen 1430 négyszögölet már 1889-ben kisajátított a MÁV a hosszú telek Pest-városhatárnál lévő sarkából, hogy közvetlen kanyarodási lehetőséget építhessen ki Vác felől Óbuda irányába. Ezt az ívet korabeli a térképek tanúsága szerint a főműhely építésekor számolták fel.
A homokos, laza altalajú vidéken 1901-ben kezdődtek a munkálatok a hosszas kisajátítási eljárás után, majd 1902-ben az építkezések. A főműhely általános elhelyezési tervét az igazgatóság gépészeti főosztálya tervezte meg. A munkások könnyebb utaztatása céljából vasúti megállót létesítettek az építkezés mellett „Palota-Újfalu” néven.
Az első szakaszban felépült a munkásétkező (Kaszinó), a központi irodaház, a porta a főépület mellé, majd egy ideiglenes fürdő, melyet később is megtartottak hasonló szerepkörben.
1902-ben kezdődött a vágányhálózat és műhelycsarnokok építése, melynek során az első évben felépült a kocsiszerelő és az esztergaműhely. A kocsiszerelő műhely ekkor Budapest legnagyobb alapterületű épülete volt a maga 24 000 m²-ével.
1903-ban adták át a mozdonyszerelő műhelyt, továbbá elkészült több raktár is. A mozdonyszerelde alapterülete 20 100 m² lett, amelyben 82 mozdonyállás volt, továbbá egy 98 m hosszú kazánkovács műhely is helyet kapott.
A kocsi- és mozdonyműhely közé épült fel az esztergaműhely és a kovácsműhely, a kerékkovács műhely, a rugóműhely és az öntőműhely. A gőzfelhasználás kiszolgálására épült egy kis kazánház két kazánnal és egy 30 m magas kéménnyel.
A terület keleti oldalán 740 m²-en inasműhelyt létesítettek, valamint ugyanitt két víztornyot építettek.
Szintén a keleti oldalon kapott helyet a hatalmas méretű kazán- és gépház, melyhez rakodó, szén és salaktárolók is készültek. Itt a tervezők gondoltak a jövőre, így mind a gép- és kazánházat úgy alakították ki, hogy idővel bővíteni lehessen őket. A kazánokat a Nicholson gyár, míg a gőzgépeket a Láng gépgyár, a generátorokat pedig a Ganz szállította.
Az üzem átadása 1904. június 1-jére volt kitűzve, ezért volt olyan nap, amikor 500 munkás dolgozott egyszerre.
A gépalapok készítését 1904 áprilisában kezdték, ezután a Nyugati főműhelyből elkezdték áttelepíteni a még jó állapotban lévő gépeket, továbbá újakat szereztek be.
A megnyitó ünnepségre stílszerűen 1905. május 1-jén került sor, mikor is átgördült az első, feldíszített, 1150 munkást szállító vonat a főkapun.
A műhely építésének megkezdését követően 1907-ben kezdték építeni Rákospalota délkeleti részén, Pestújhelyen a ma MÁV-telepként ismert 120 lakásos vasúti lakótelepet, melyet 1914-ben 252 új lakással bővítettek.

### A főműhely osztályai
- I. osztály – főmérnökség
- II. osztály – számosztály
- III/a. osztály – eszterga és megmunkáló
- III/b. osztály – mozdonyalkatrész megmunkáló
- IV. osztály – mozdonyszerelde
- V. osztály – kocsiosztály
- VI. osztály – üzemosztály-erőközpont (kis- és nagy kazánház)

1911 júniusában az Érsekújvári fiókműhelyt az Istvántelki főműhely irányítása alá rendelték, ahol főleg mozdonyokat és teherkocsikat javítottak.
1912-től, a Rákospalota-Veresegyház-Gödöllő vasútvonal villamosításától 1936-ig itt javították a villamos motorkocsikat is.
Személykocsik közül főleg a nagyobb, négy tengelyes kocsikat javították Istvántelken, mivel ezeket a korábbi műhelyek csak nehézségek mellett tudták kiemelni.
Új módszerként itt vezették be az autogénhegesztést, mellyel kiváltották a szegecselés nehéz és lassú műveletét.

### Az első világháború alatt
Az első világháborúval szerepe megnövekedett, melynek köszönhetően áramfejlesztő teleppel, olajgázgyárral és új vízellátó rendszerrel látták el a főműhelyt, továbbá felújították és bővítették a villamos műhelyt.
Az első világháború kitörésekor 80 munkás és 11 tisztségviselő kapott behívót, de őket később felmentették a szolgálat alól. A munkások létszáma ekkoriban elérte a 2000-t, de ez az 1920-as évekre 1600 körülire esett vissza.

### A második világháború alatt
A két háború között megépült a betonkerítés és 2 km betonozott út készült el, továbbá bevezették a hajdúszoboszlói földgázt a területre.
A második világháború alatt több súlyos kár érte a területet, bombatámadás miatt megsérült a kocsiosztály és leégett több kisebb műhely.

### A landleres korszak
A háború után, 1950-ben átnevezték Landler Jenő Járműjavító üzemre, de szerepe a gőzmozdonyok kiszorulásával egyre csökkent, folyamatos leépítések során az embereket elküldték, sok részleget bezártak.
Felmerült egy olyan ötlet is, miszerint az Északi Járműjavító szerepét átvenné a Landler Jenő Járműjavító, de ezt később elvetették. Az Északi 2009-ig megmaradt, ez a műhely már 1993-ban bezárt. (A nagyjavítási munkákat főleg Dunakeszin és Szolnokon végzik.)

### A gőzöskorszak után
1984-ben véget ért a gőzüzem hazánkban, majd 1990-ben visszakapta a régi nevét, így végleg megszűnt Istvántelek főműhelyi szerepe. Azért persze nem tűnt el innen minden, ma itt található a MÁV Nosztalgia Kft. műhelye (ismertebb nevén a „Gőzösműhely”) valamint az ide honosított Stadler FLIRT, BDVmot, BVhmot, BVmot motorvonatok és a Siemens Desiro motorkocsik helyett 2020-tól a Stadler KISS motorvonatok karbantartó csarnokai. Ezeken kívül rengeteg kis cég bérel telephelyet, csarnokot az egykori műhely- és raktárépületekben.

## Megközelítés

### Térkép
Istvántelek és környéke

### Vonattal
A főműhelynek önálló vasúti megállóhellyel rendelkezik. A Nyugati pályaudvarról közlekednek erre vonatok Vác, Szob és Veresegyház felé (Budapest–Szob-vasútvonal és a Budapest–Vácrátót–Vác-vasútvonal). A menetrend ütemes, ezért nem minden vonat áll meg itt, érdemes figyelni!
Az istvántelki vasúti megállóhely

### Autóbusszal
- A 125-ös busz Pázmány Péter utcai megállójától kényelmes sétával közelíthető meg az Elem utcai kapu, de a 120-as busz Elem utca nevű megállójától sincs messze az északi teherporta.
- A 20E busszal a Keleti pályaudvartól a Rózsa utcai megállóig, onnan 500 m séta az Elem utcai bejáratig.

### Autóval
Az Elem utcáról nyíló, közvetlen a vasút mellett haladó út a főépület elé visz, ott lehet parkolni.

## A főműhely víztornyai
Az ipartelep területén két nagyon szép, Intze típusú víztorony található, egyenként 120 m³-es víztározóval, melyek valaha az üzem vízellátását biztosították. Ezek felújítása sokáig csak terv maradt; volt szó arról is, hogy lakásokat alakítanak ki benne. A víztornyokat végül 2010-2012 között újították fel.
- A déli víztorony
- Az északi víztorony

## Érdekesség
A Főműhely területén számos, rossz állapotú fa- és vasvázas vasúti kocsi és gőzmozdony található. A muzeális járműveket részben használaton kívüli, romos csarnokokban, részben szabadtéren tárolják. A szomszédos vasúti park gyűjteményével szemben ezek nem látogathatók. A roncsok karbantartására anyagi fedezet nincs, sorsuk bizonytalan.

### Használatban lévő rész

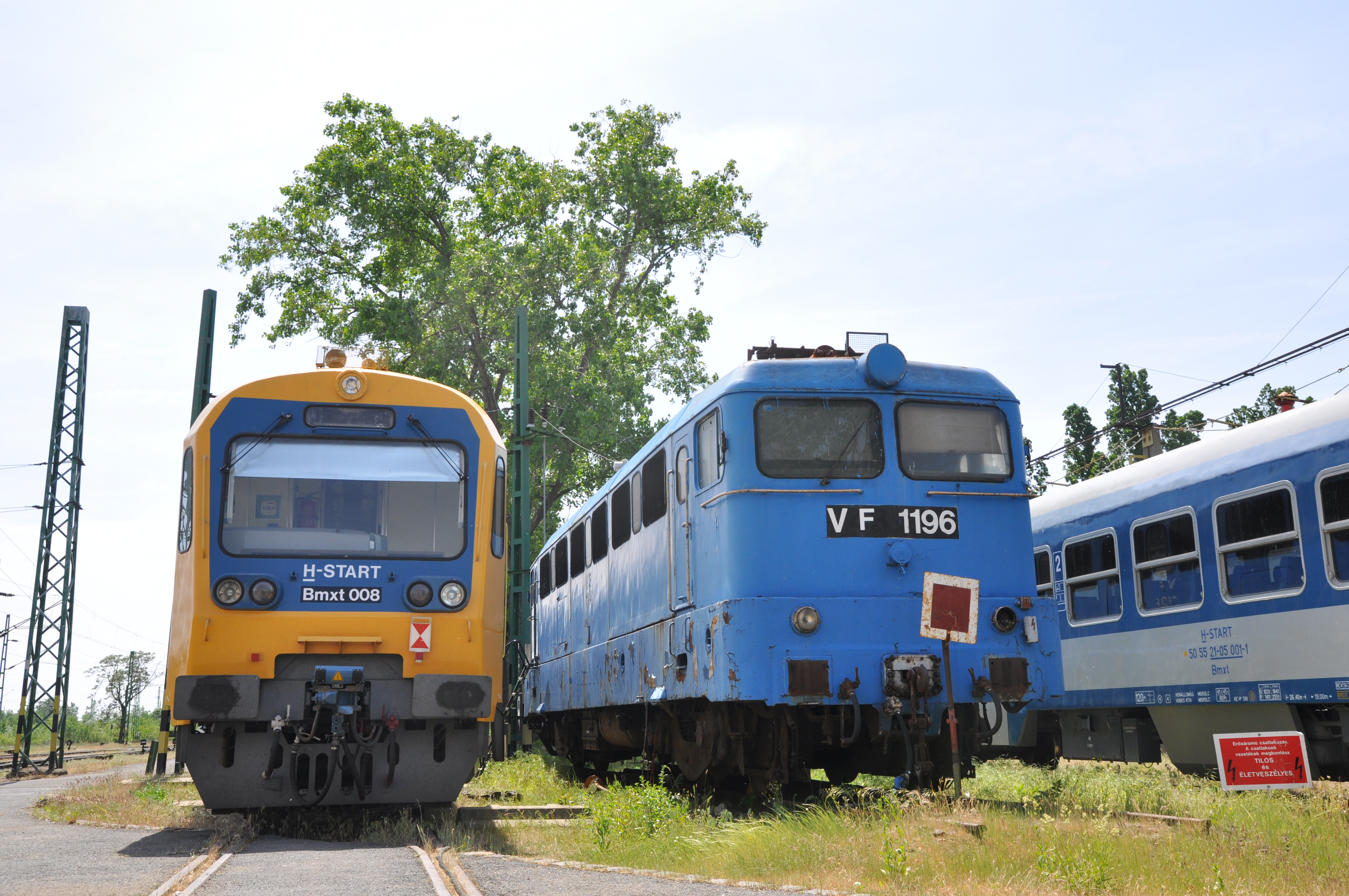
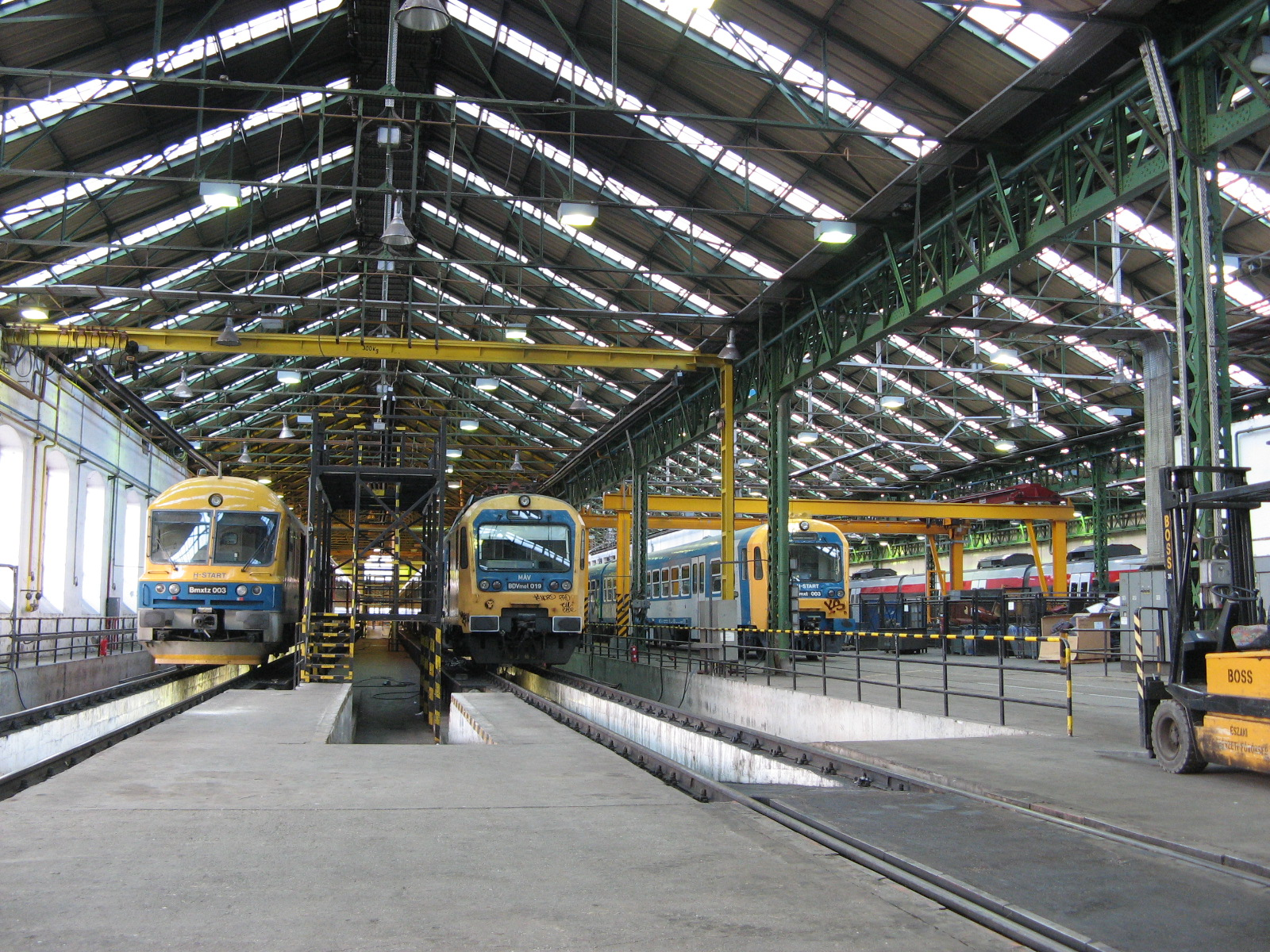
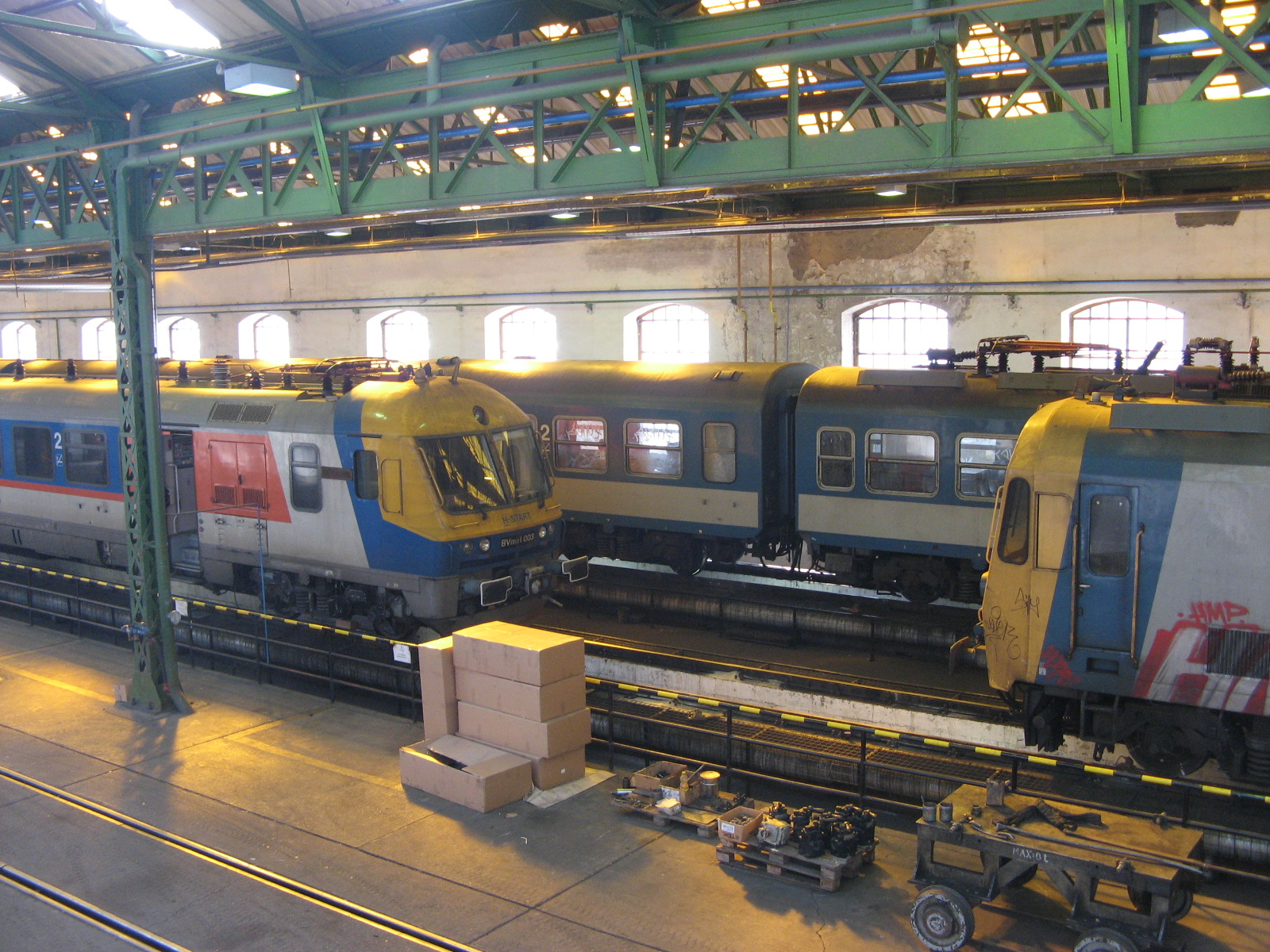
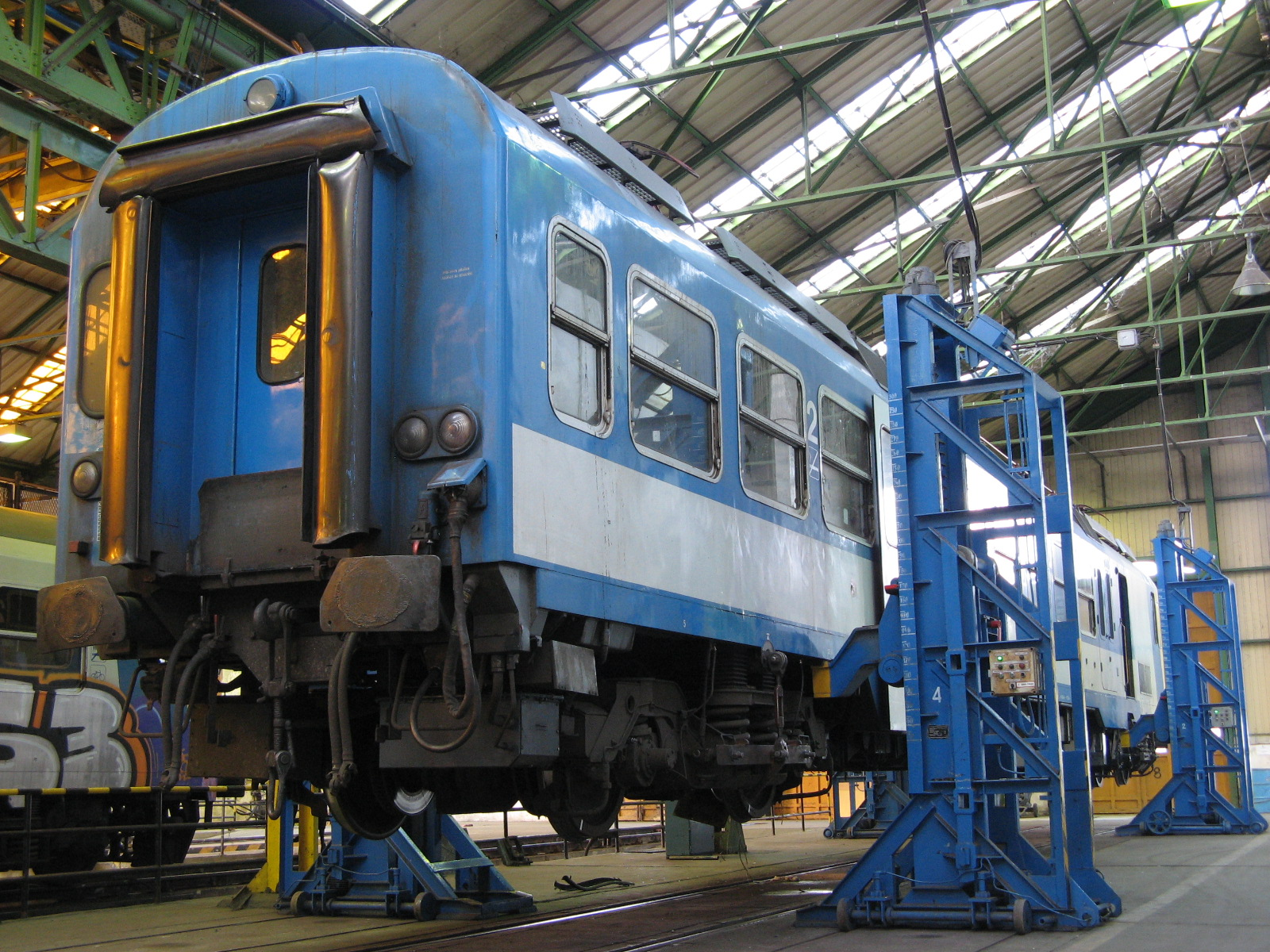
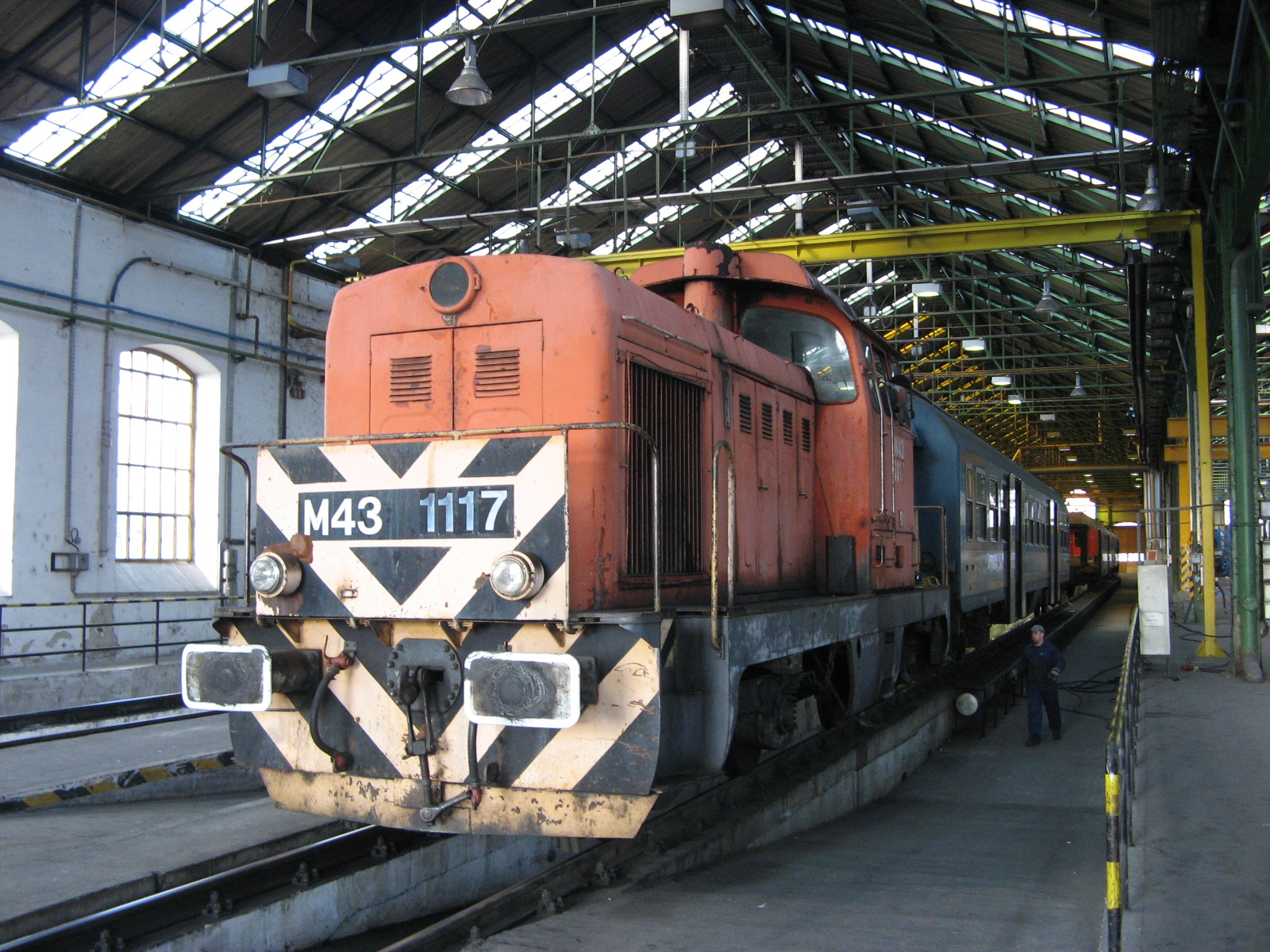
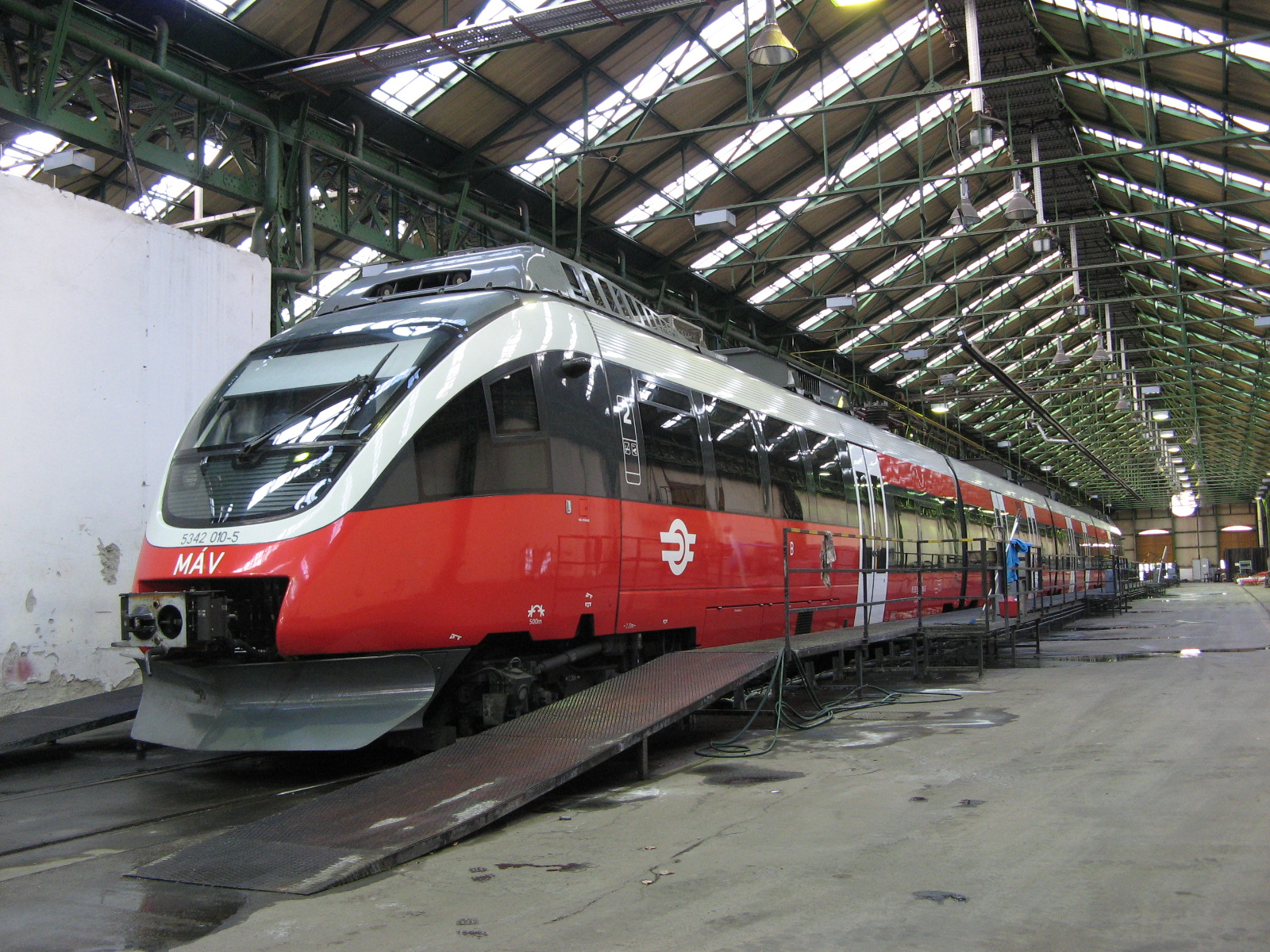
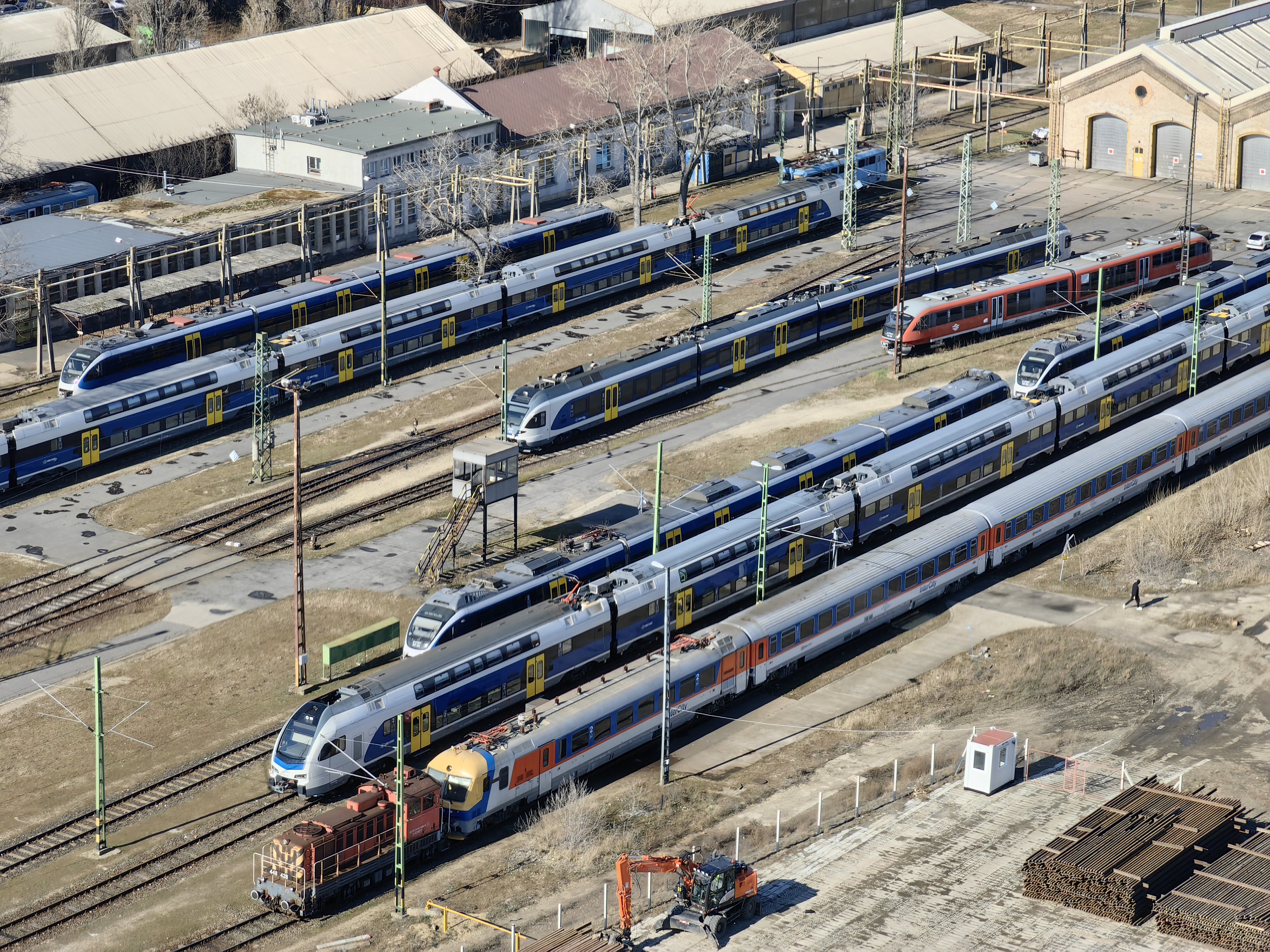
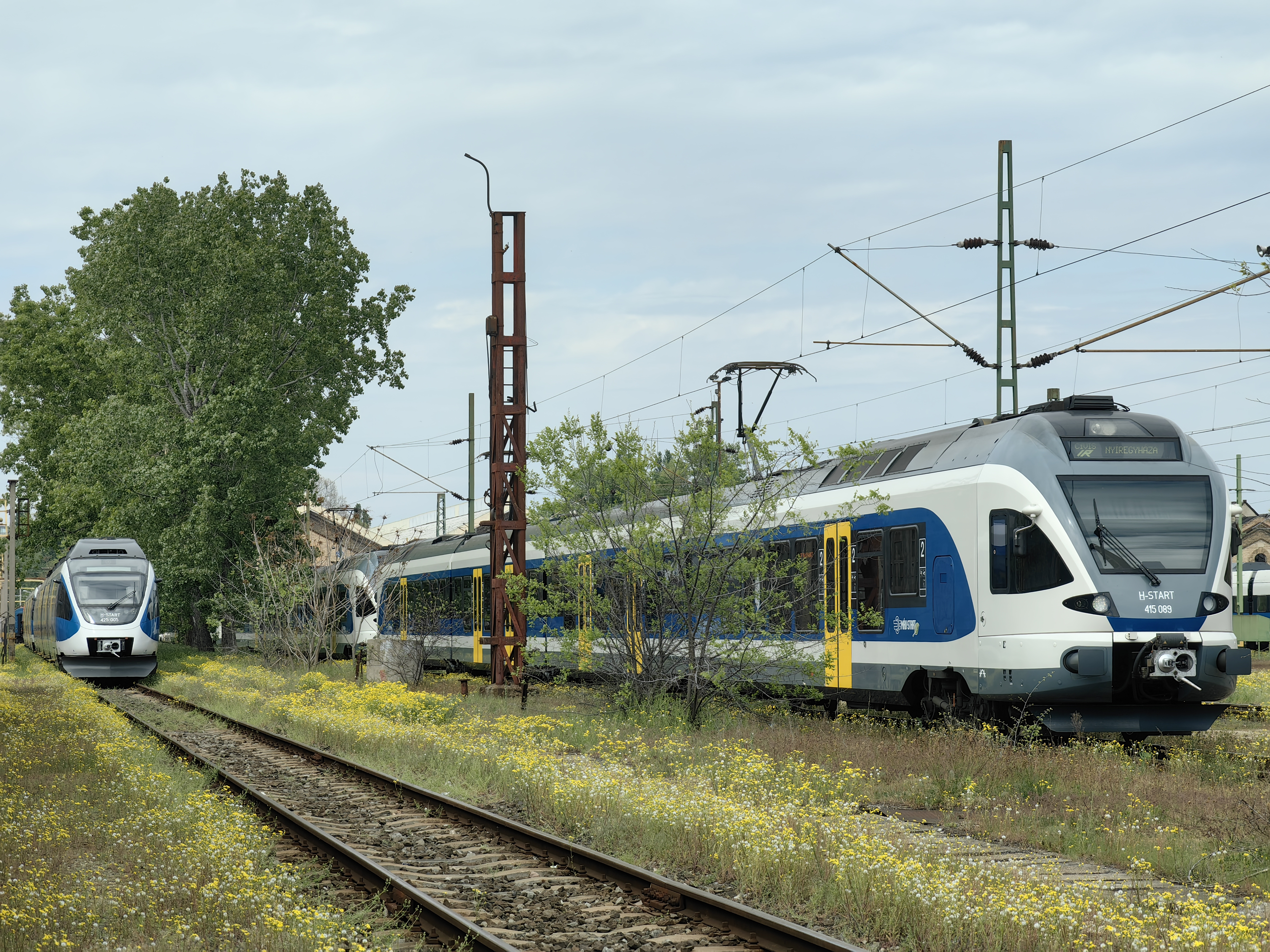

### Használaton kívüli rész

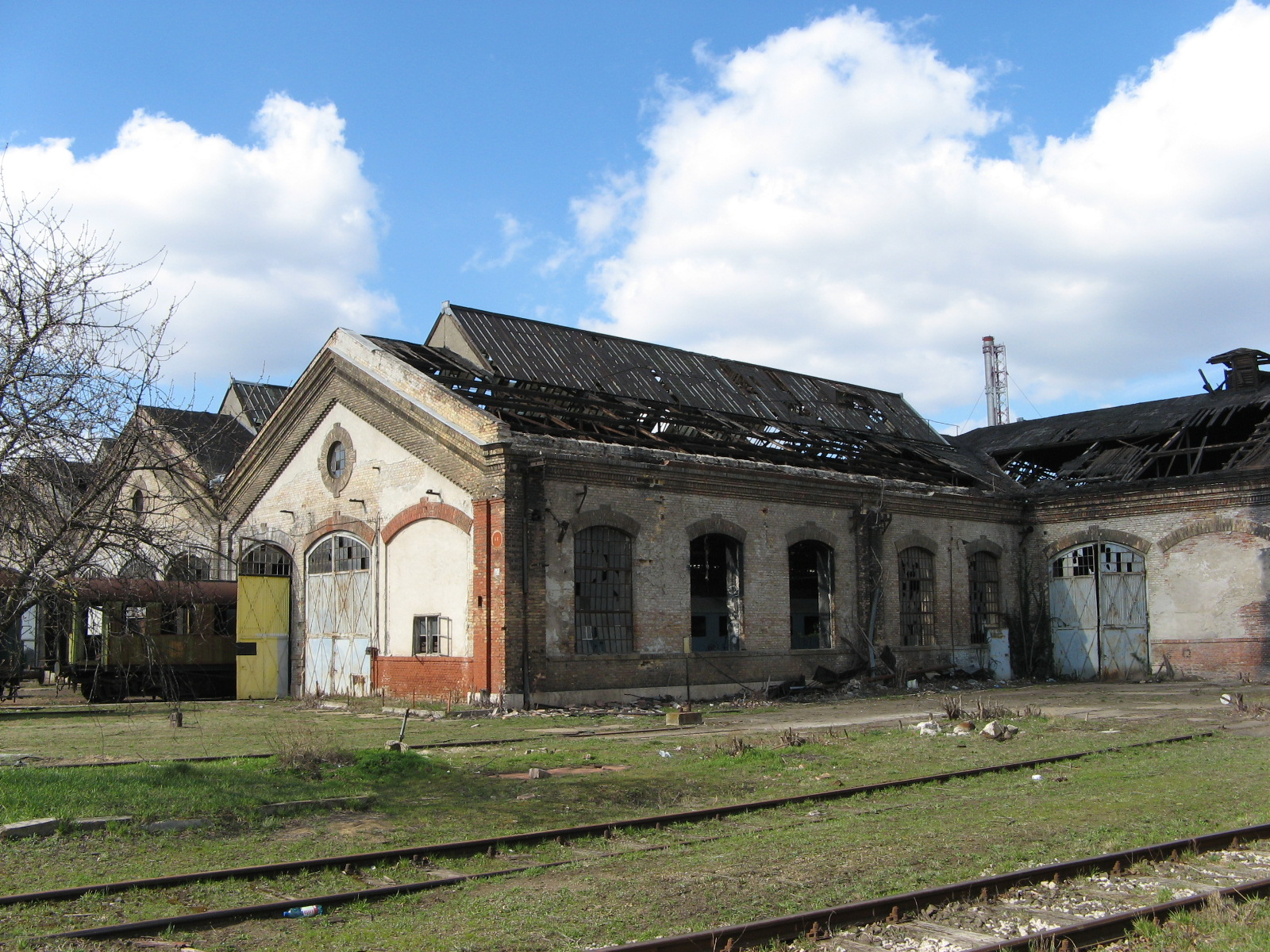
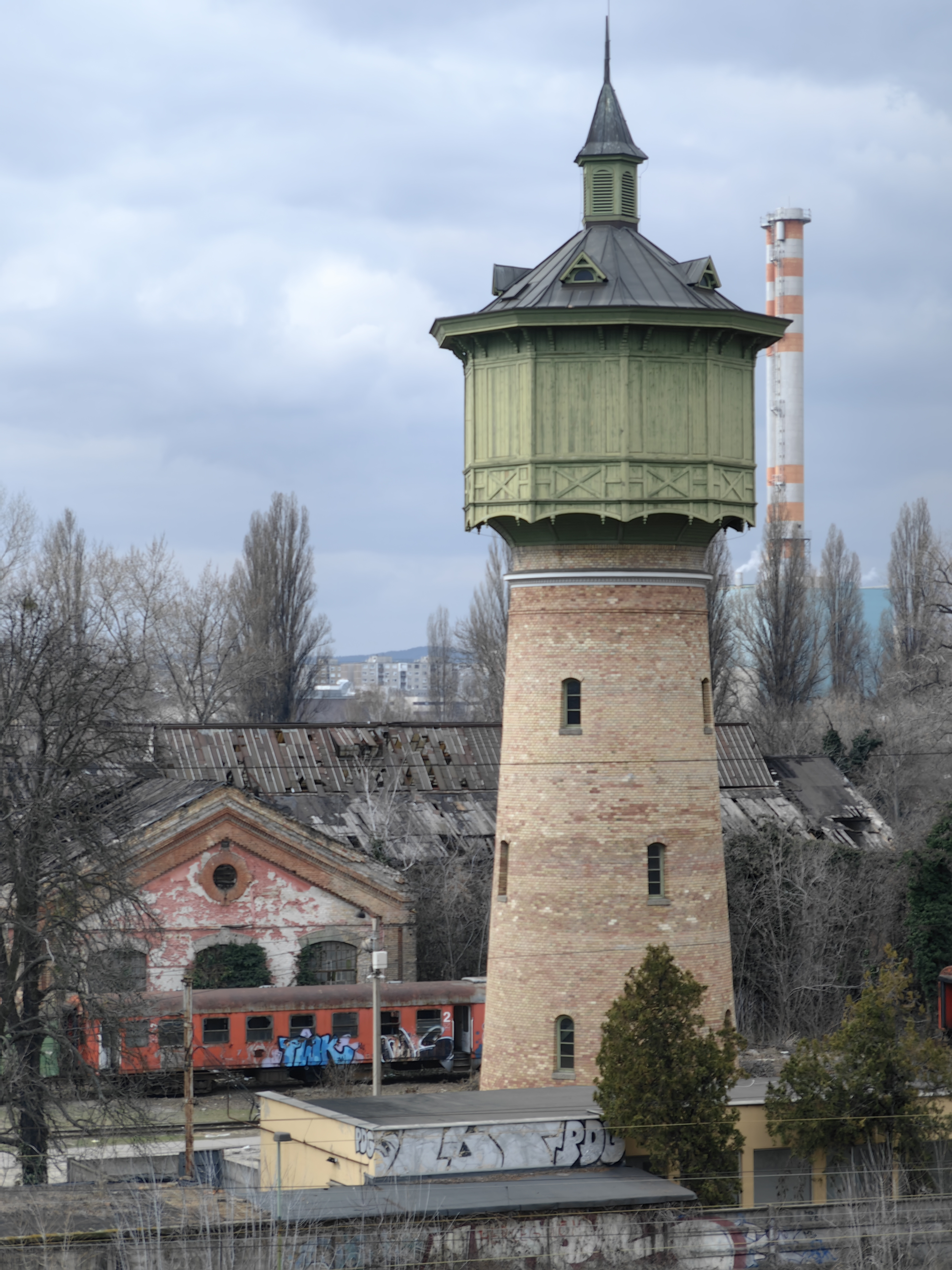
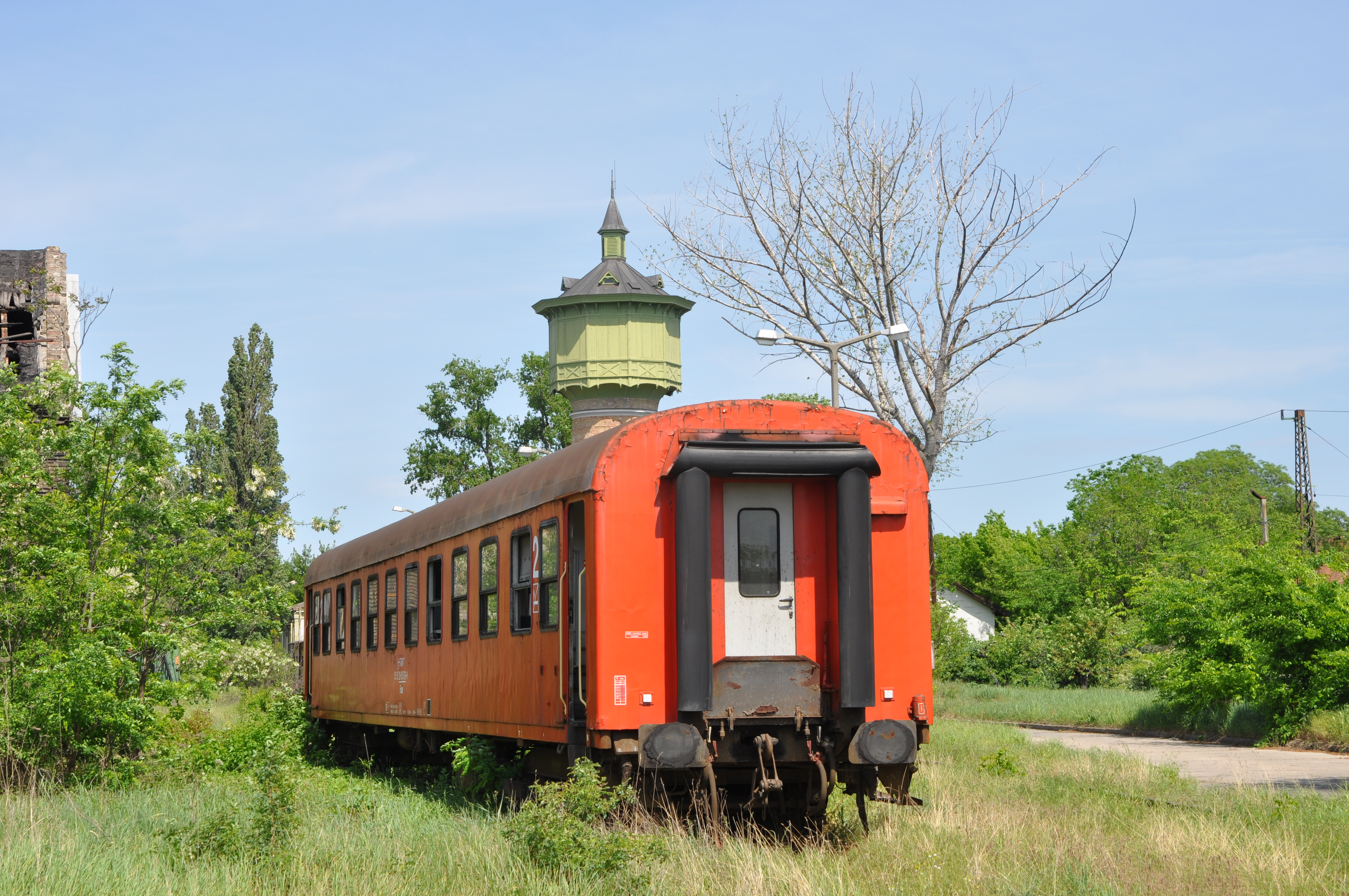
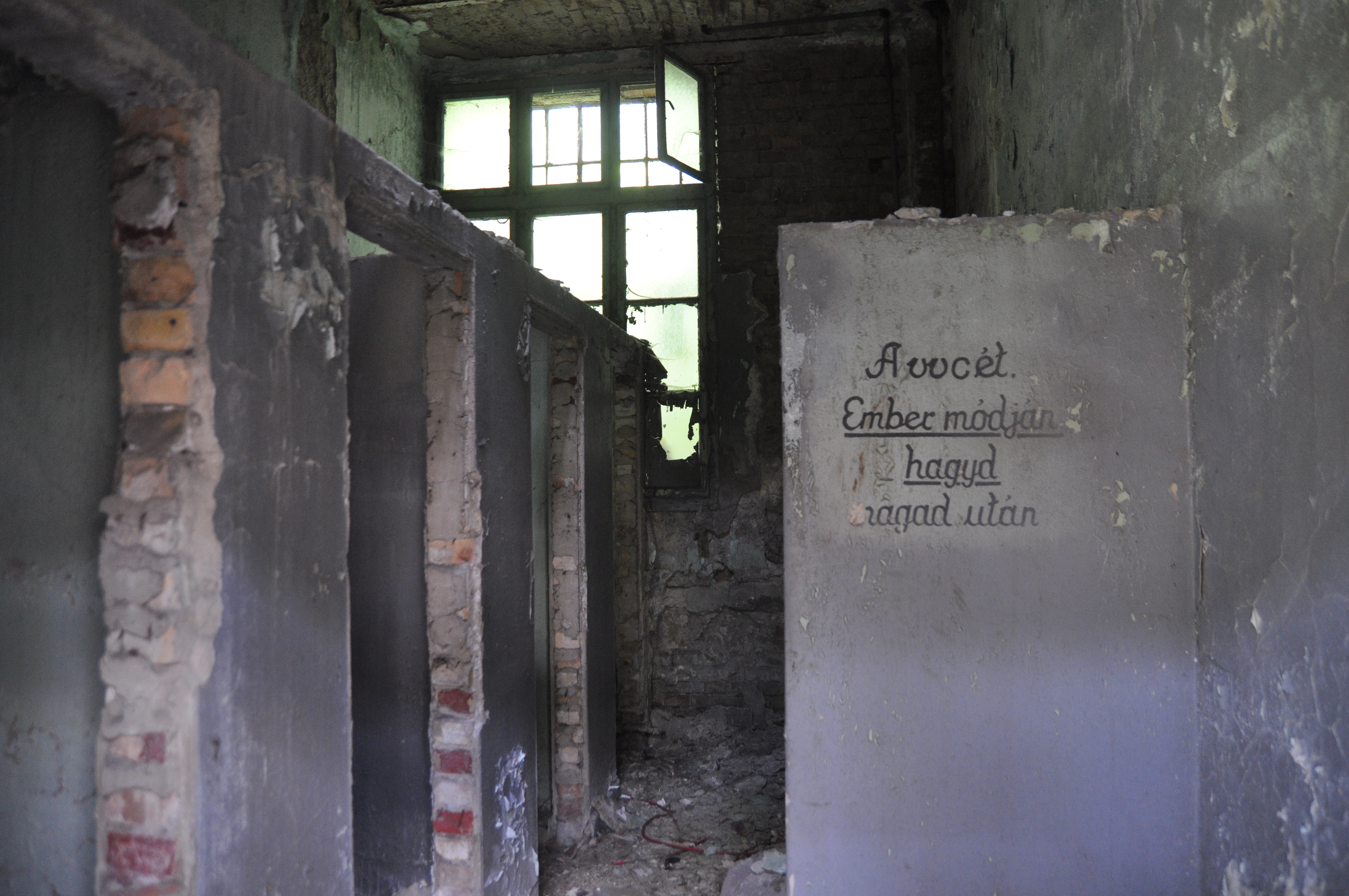
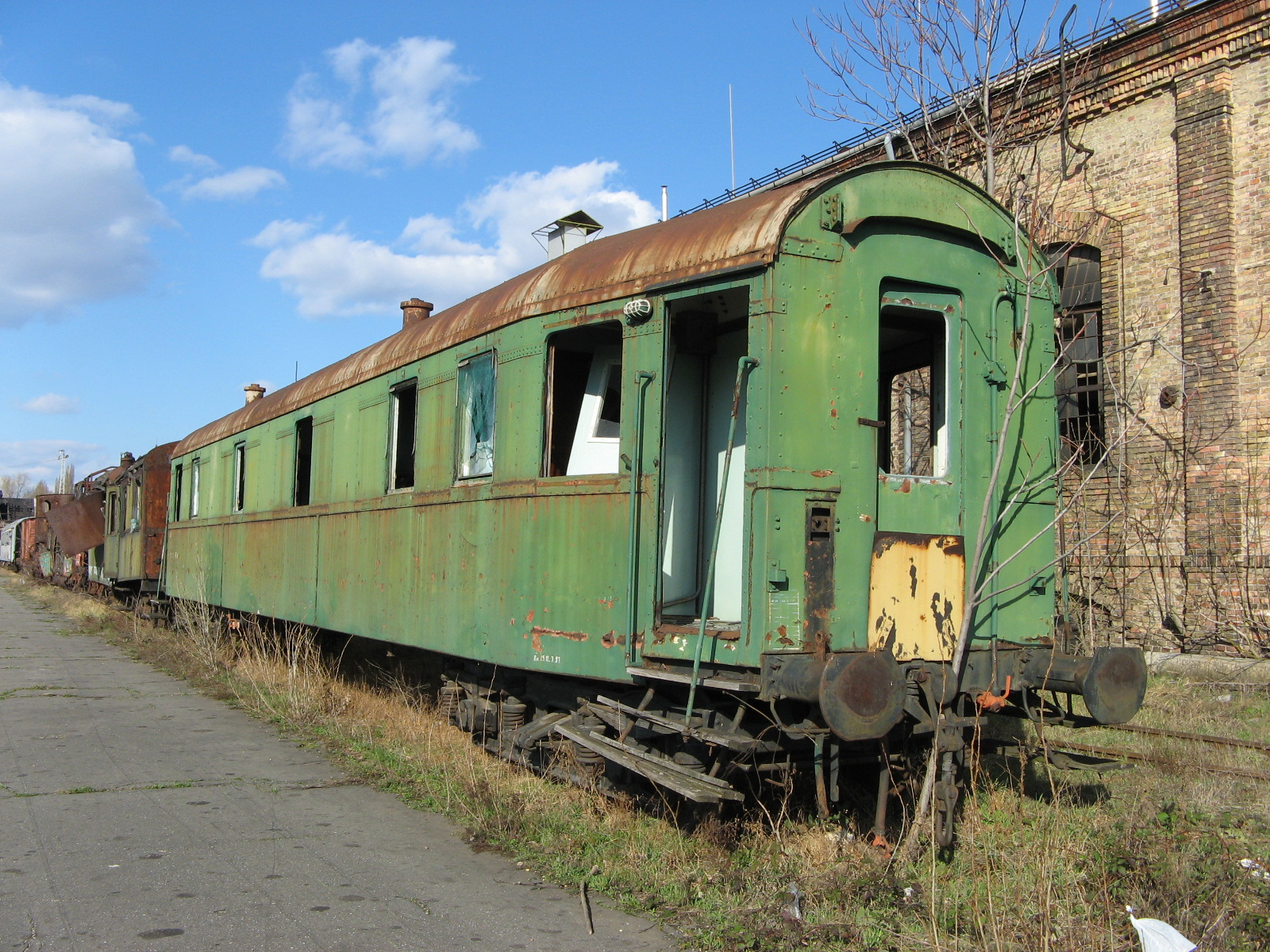
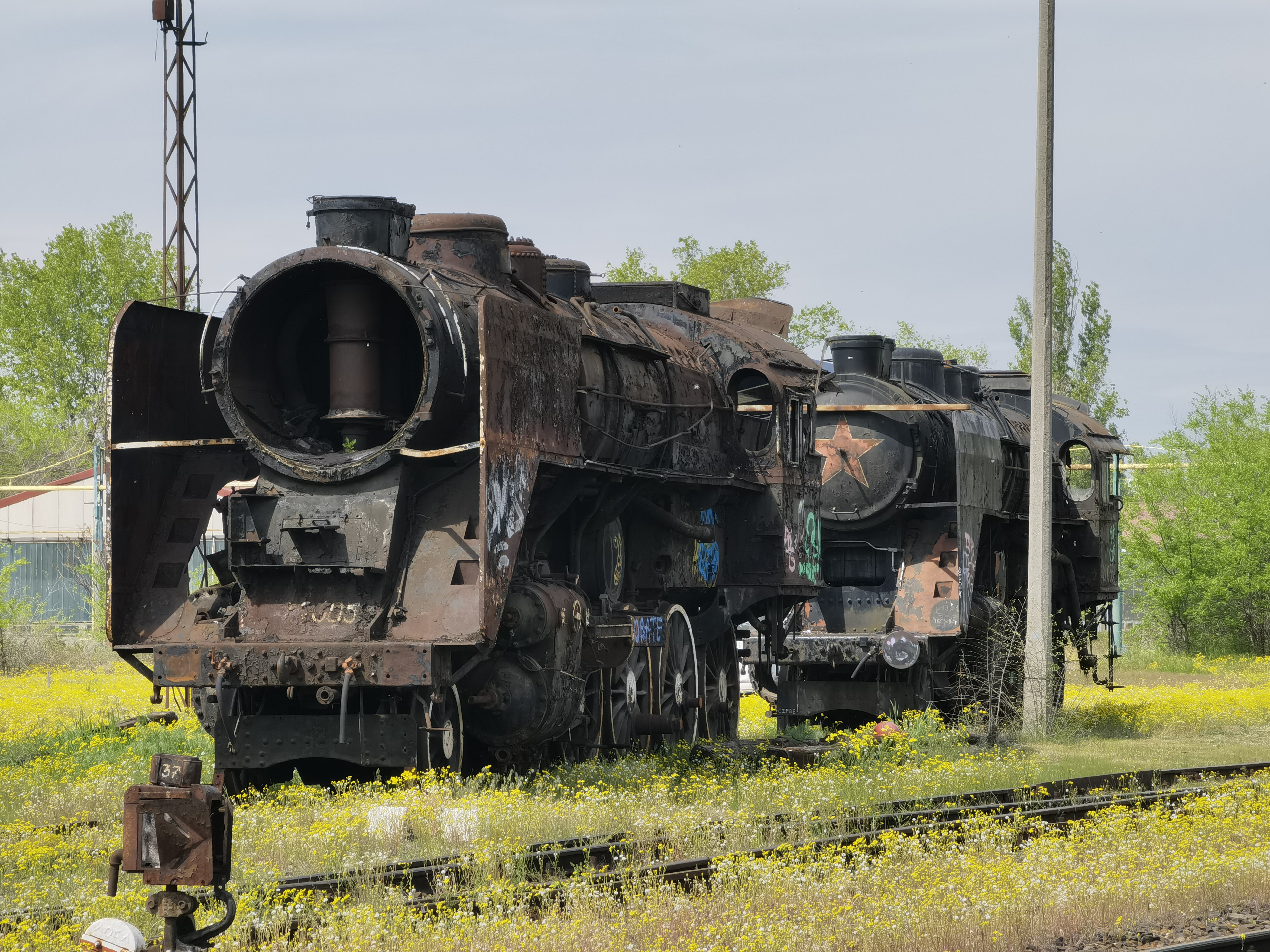
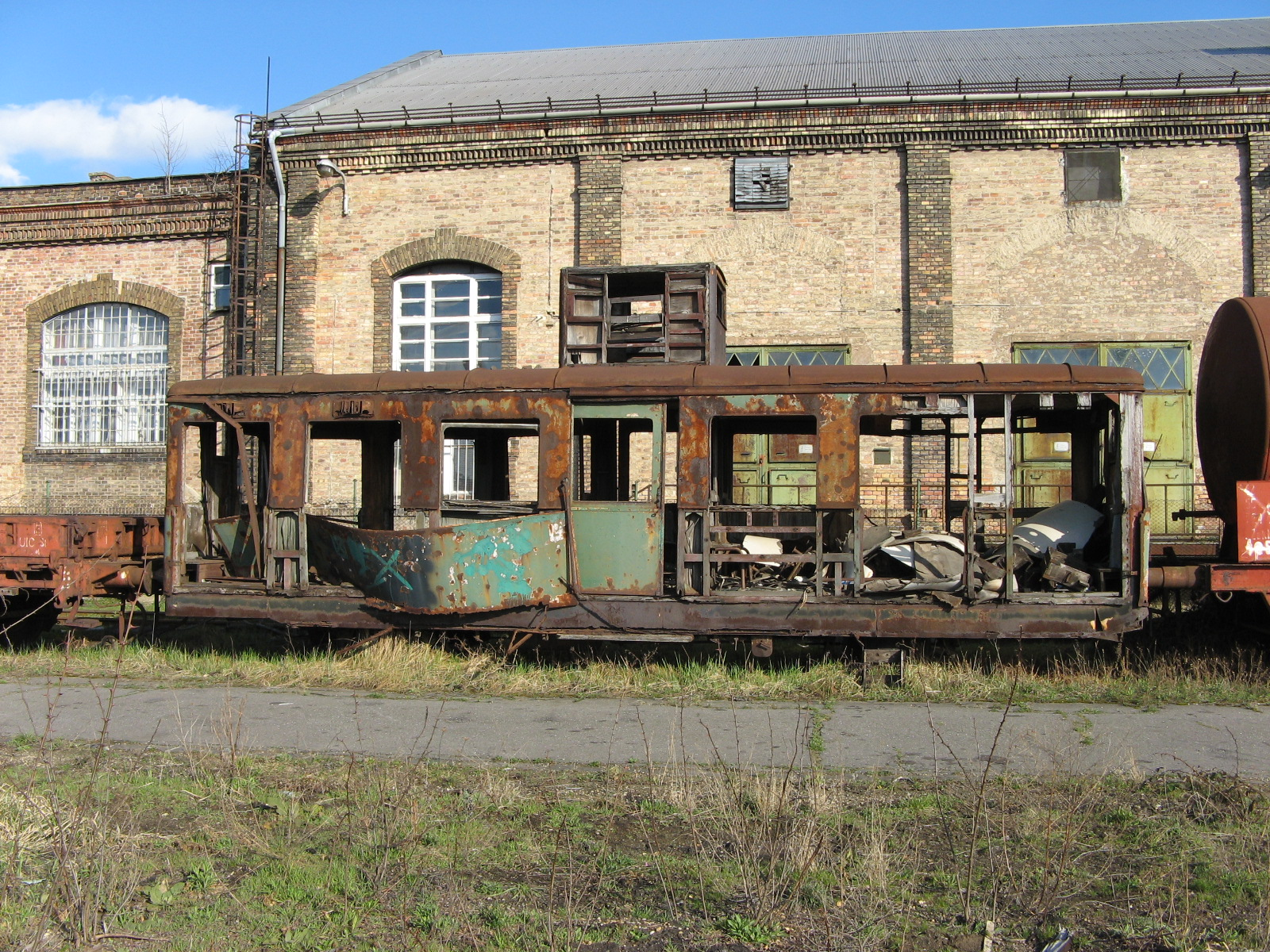
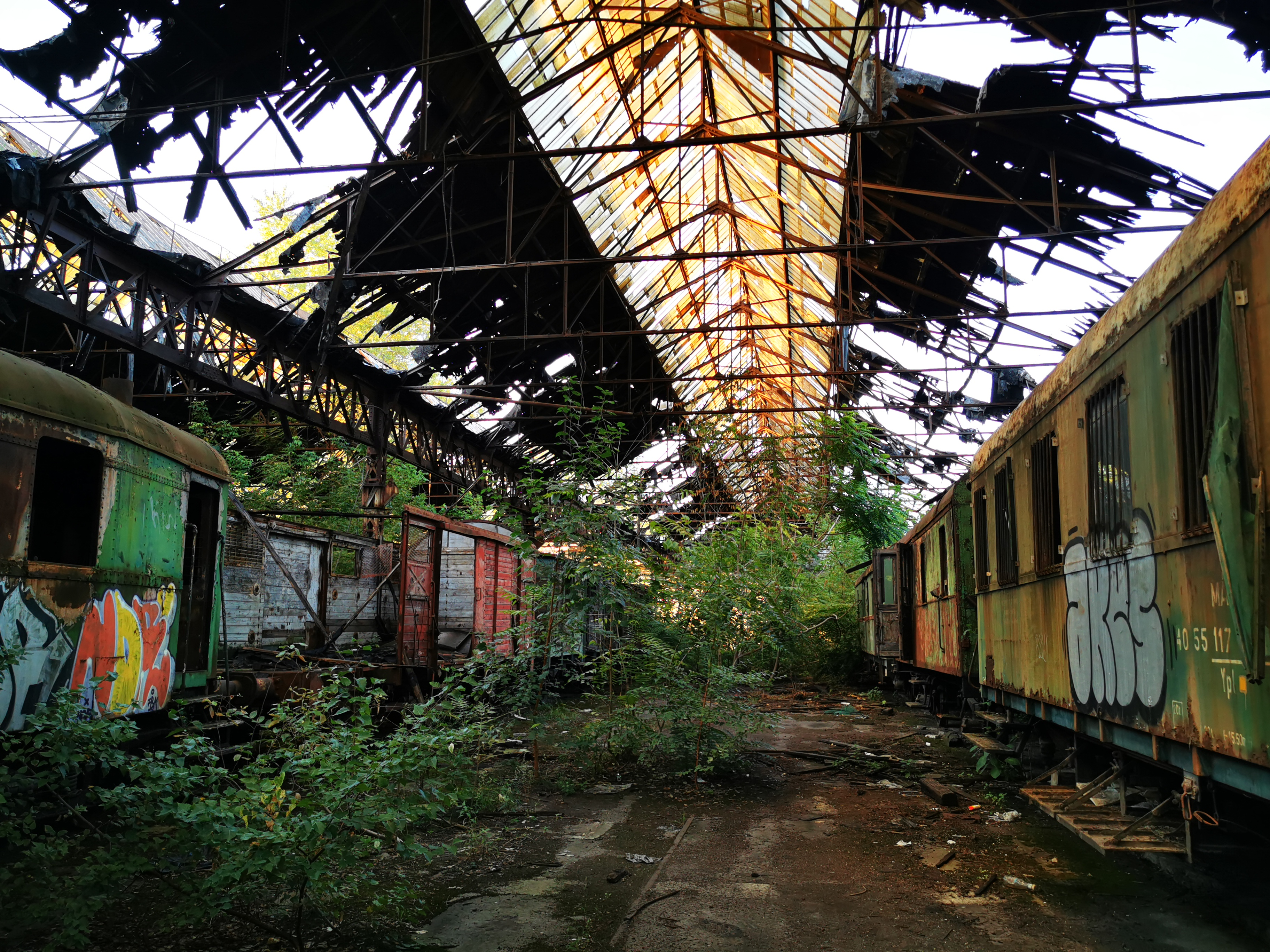
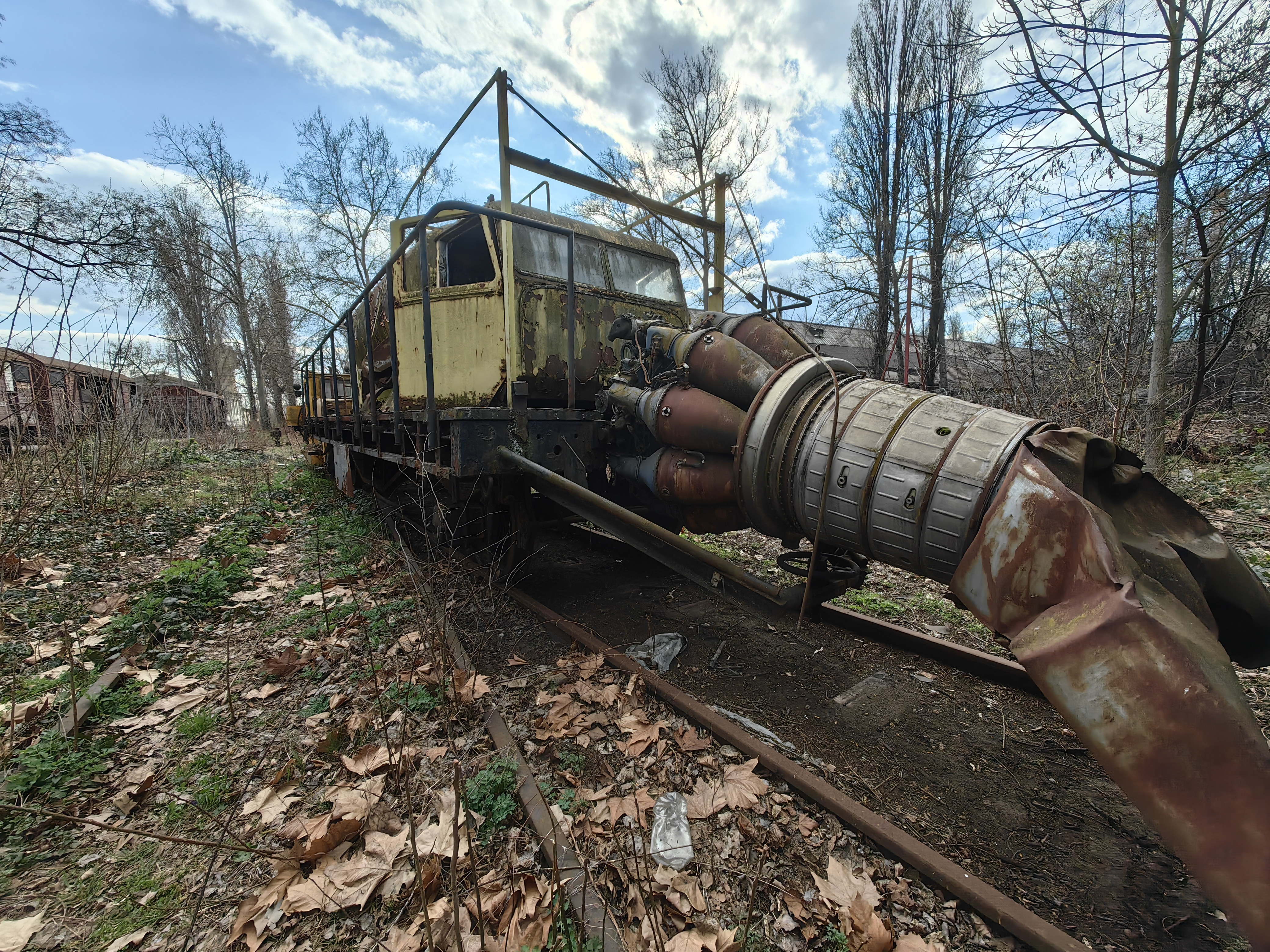
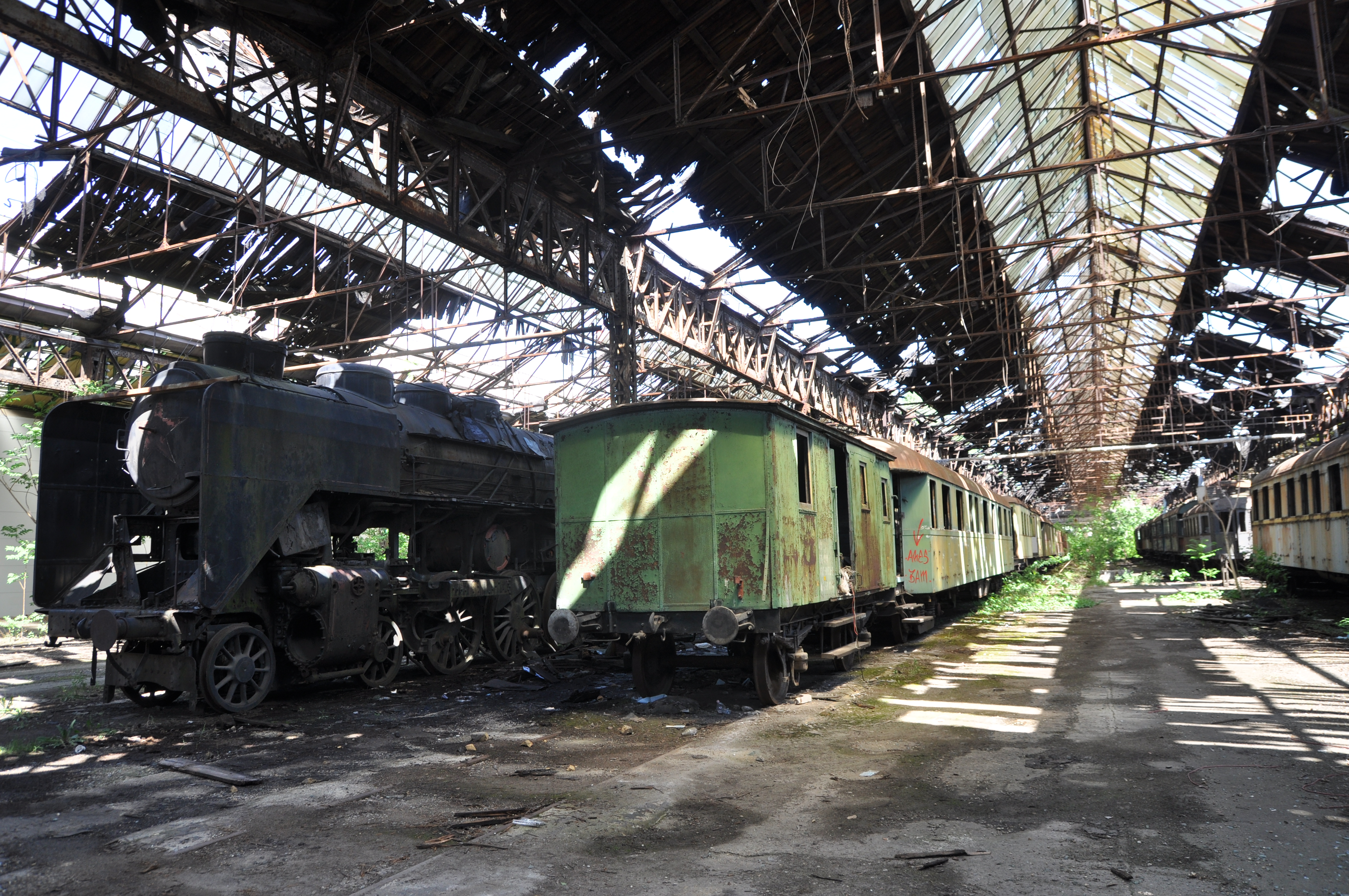
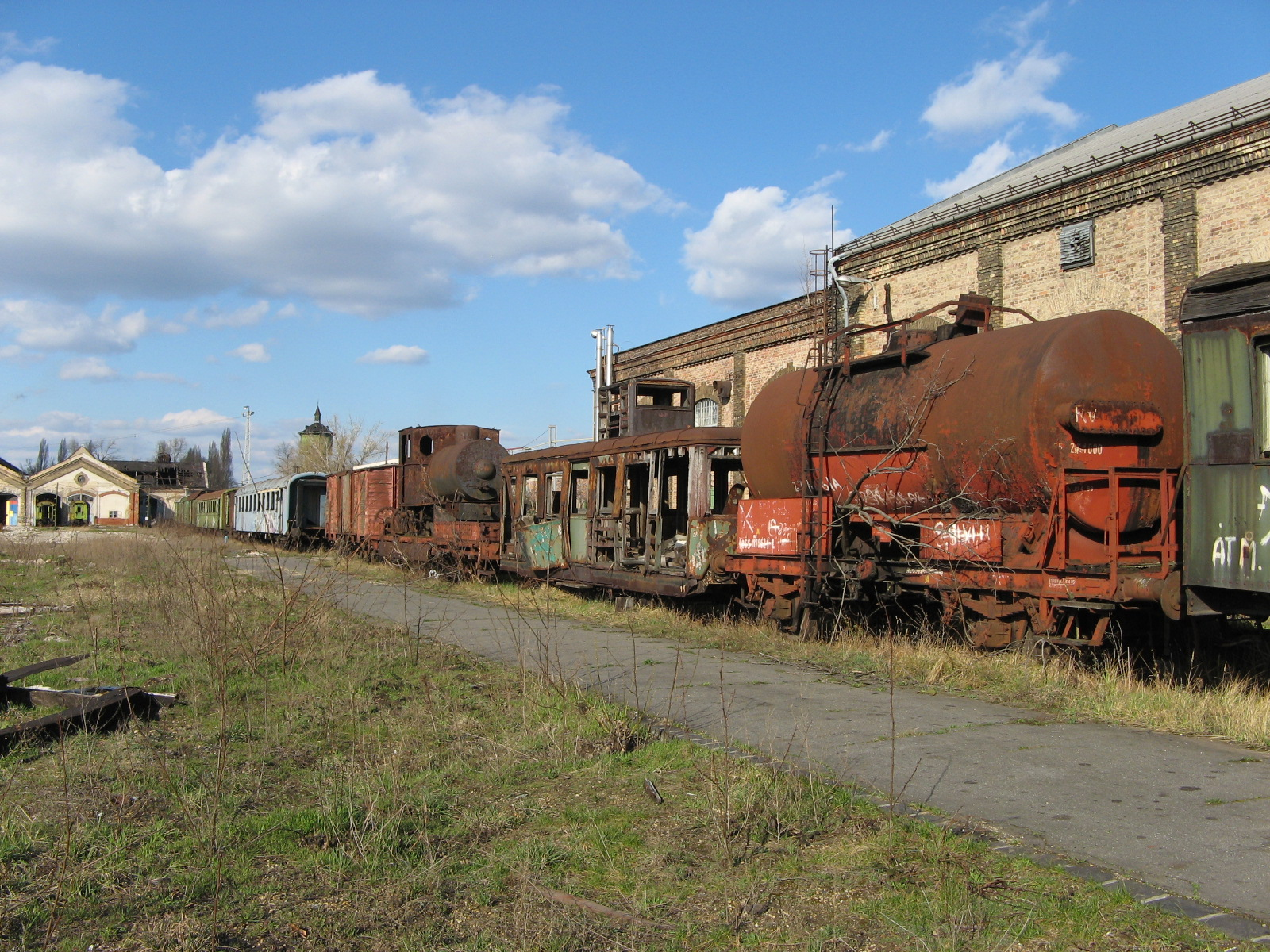
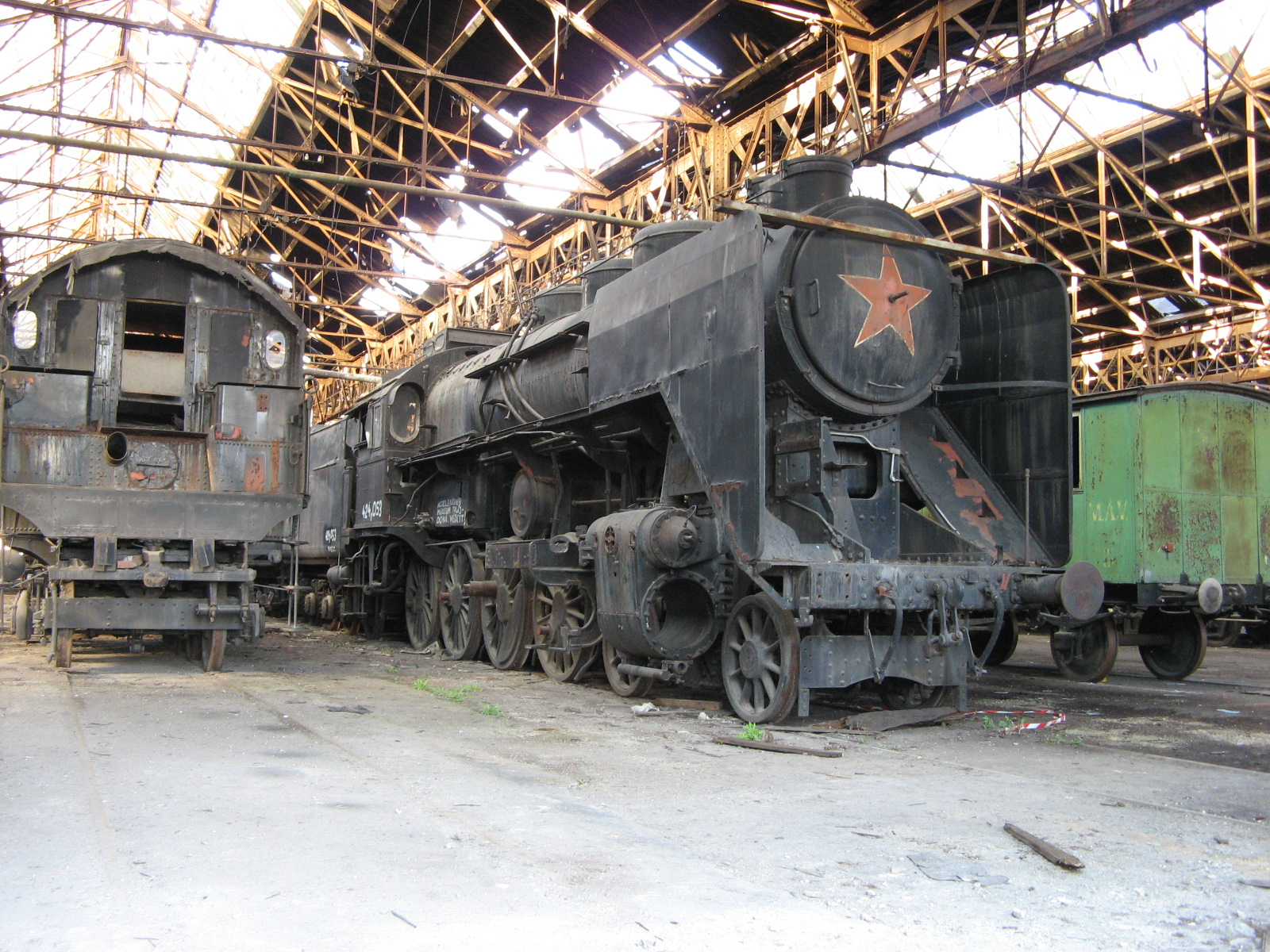
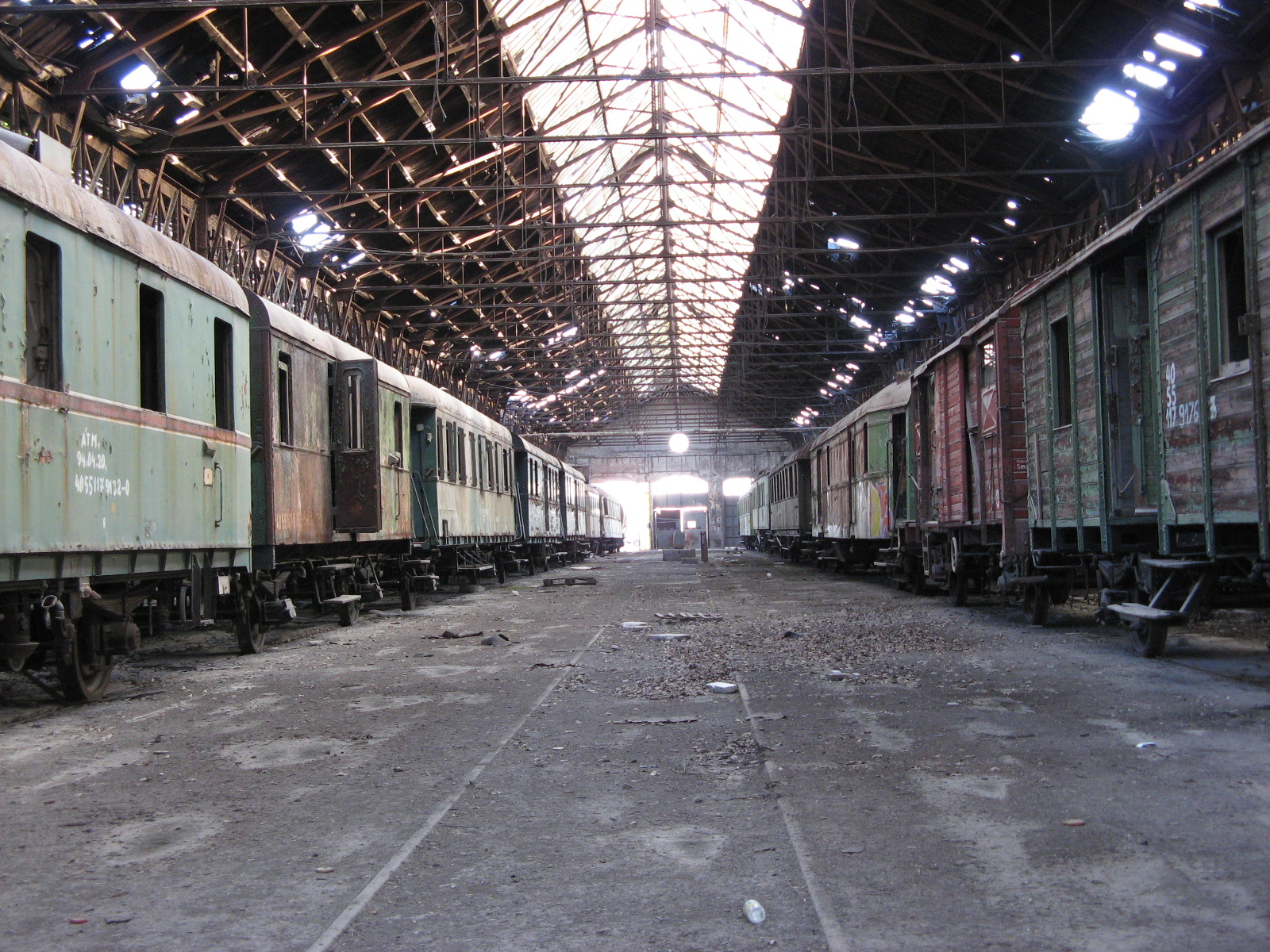
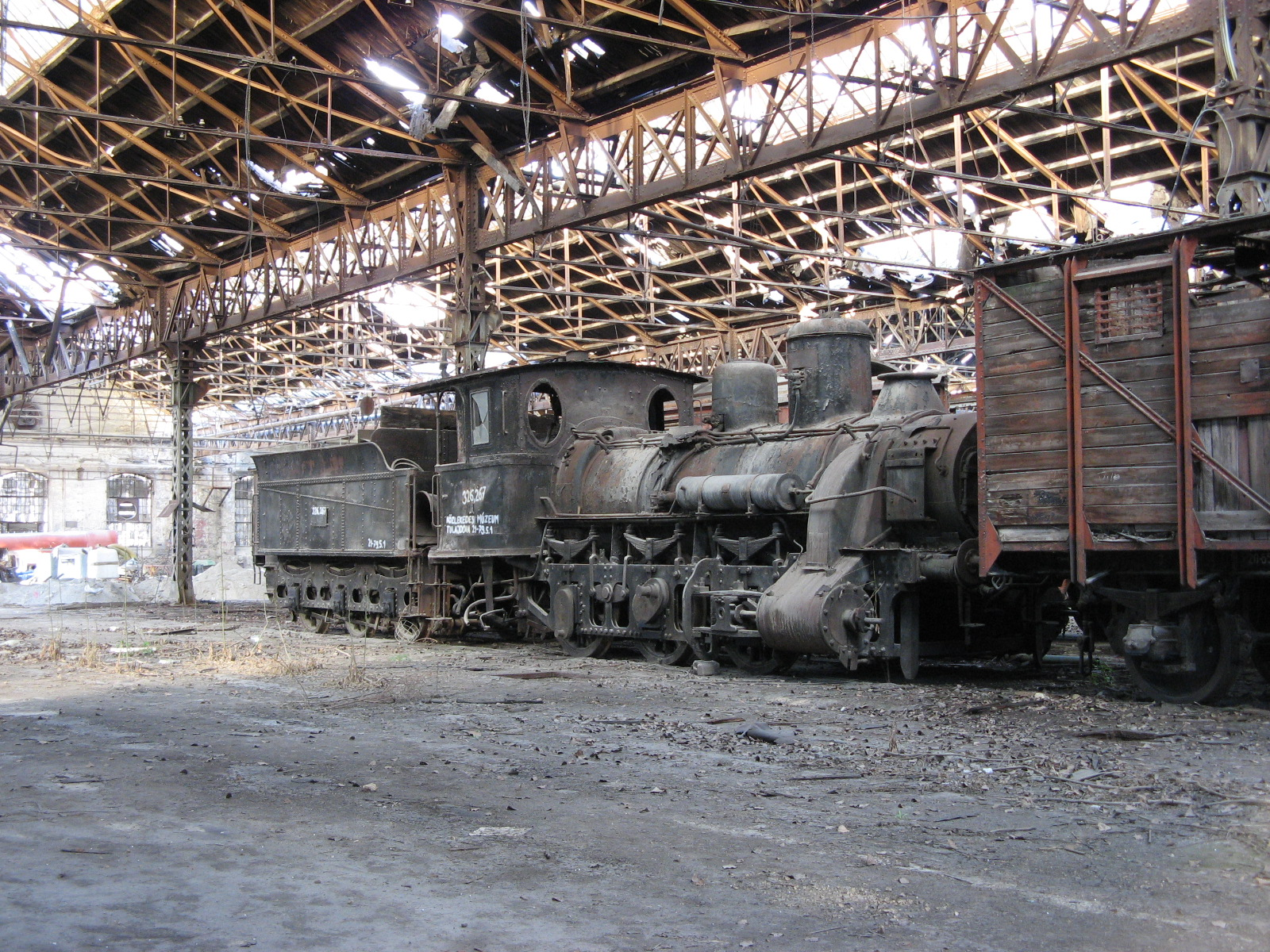
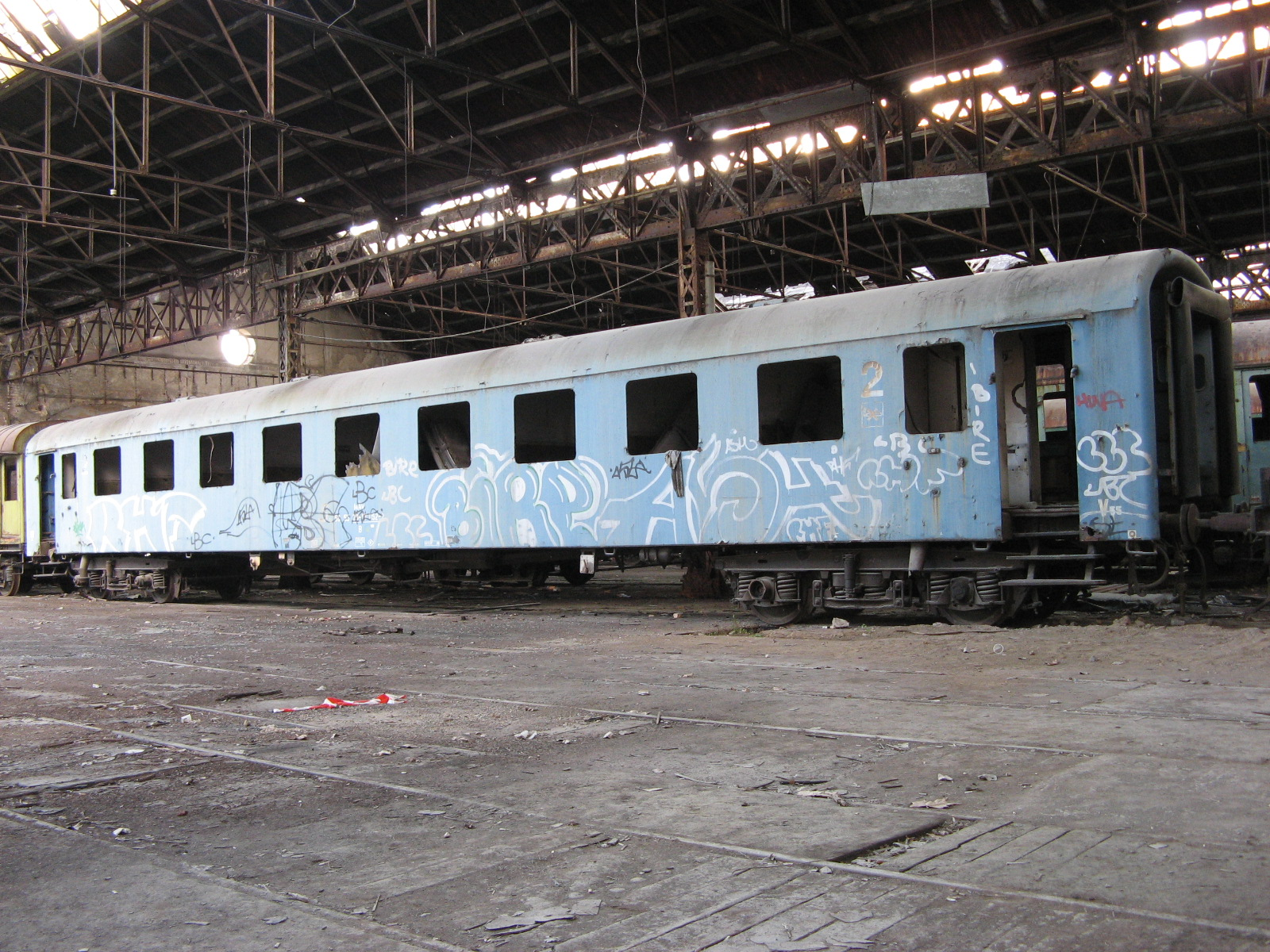
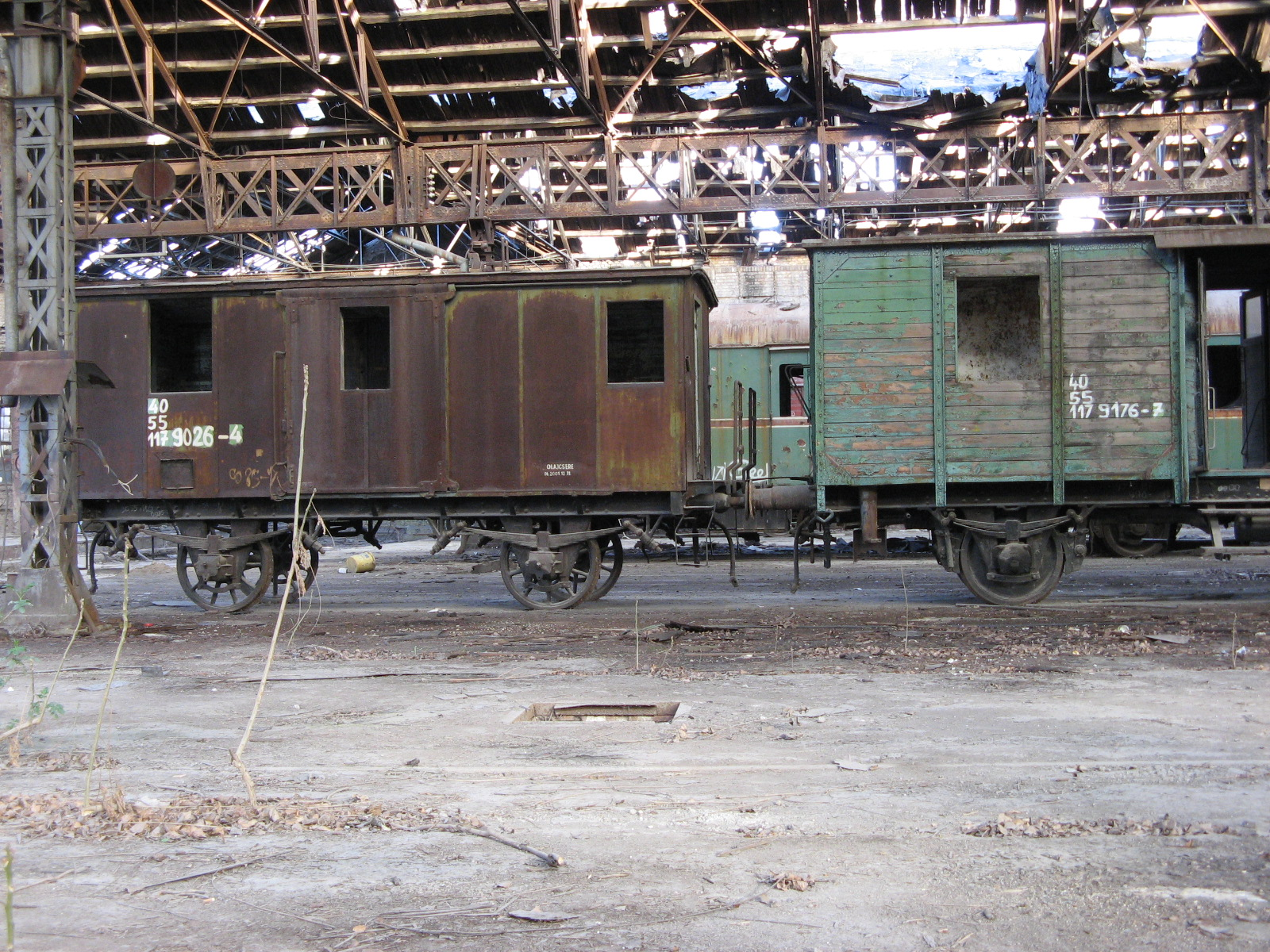
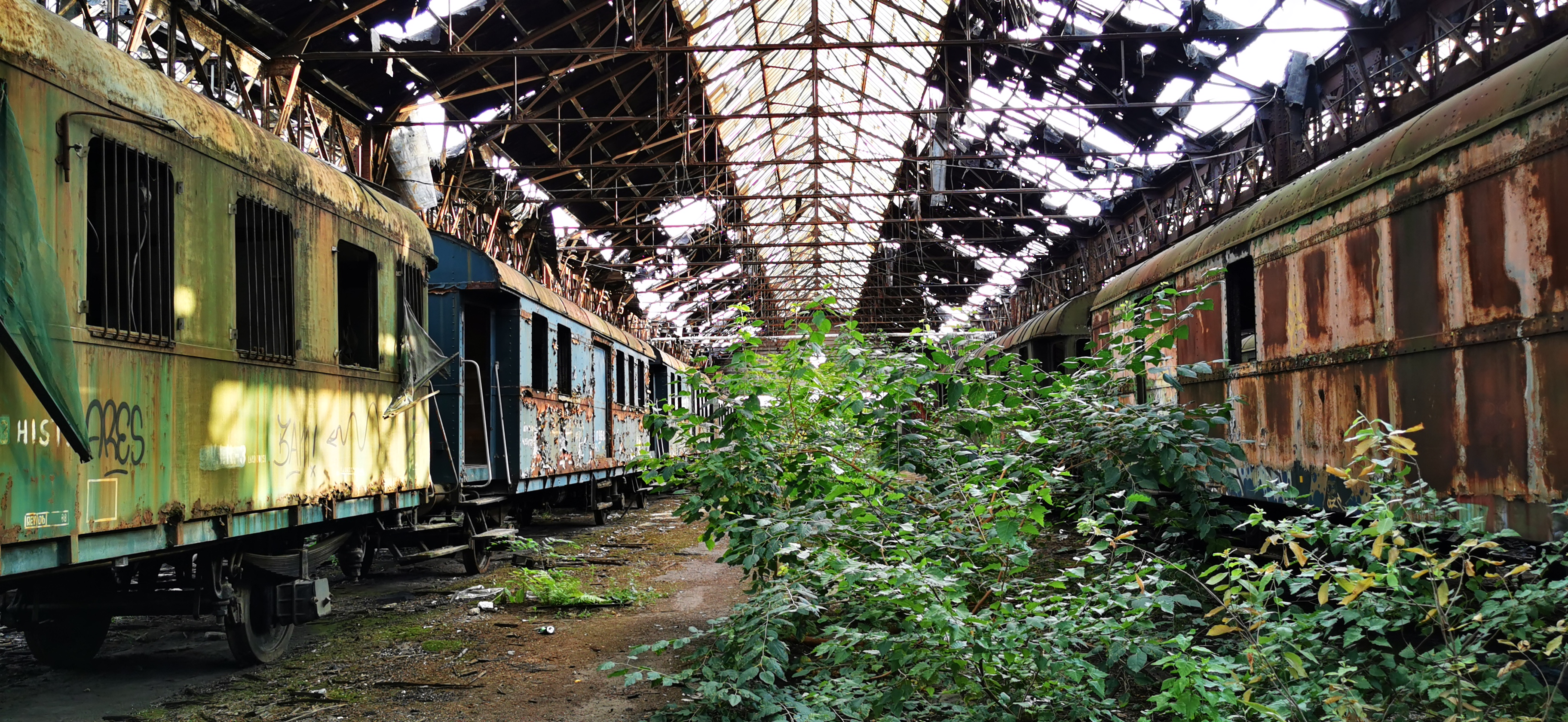
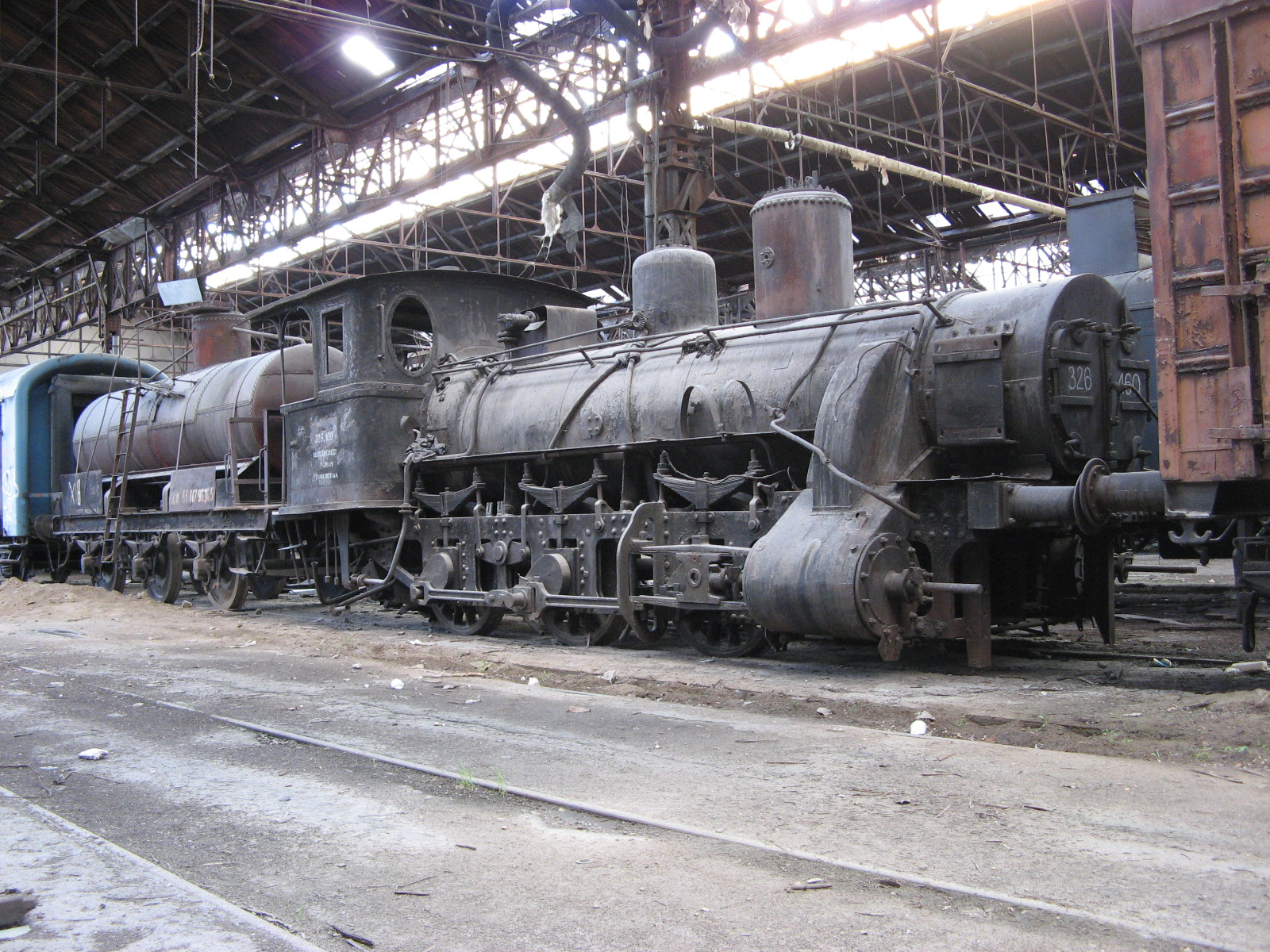
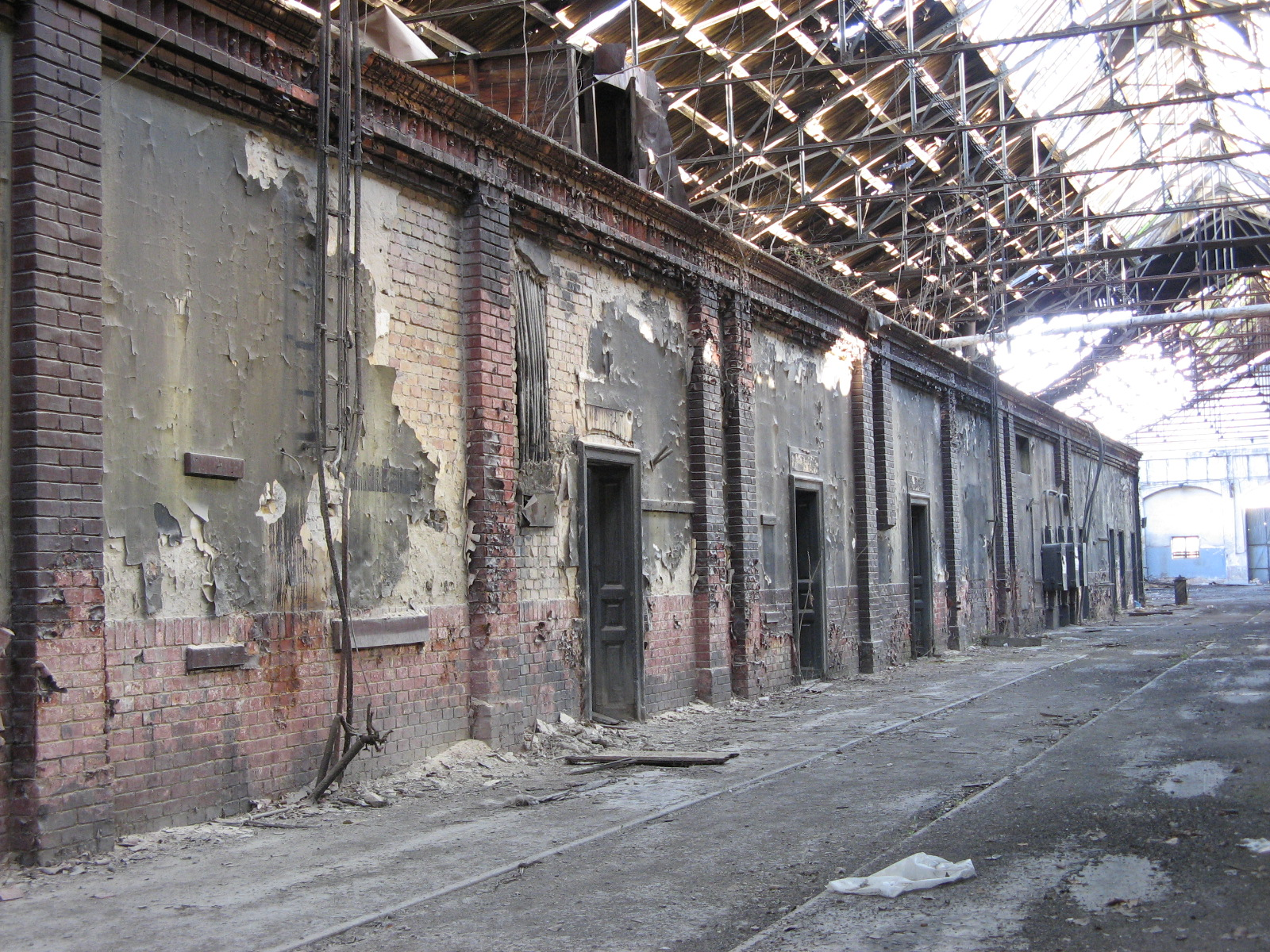
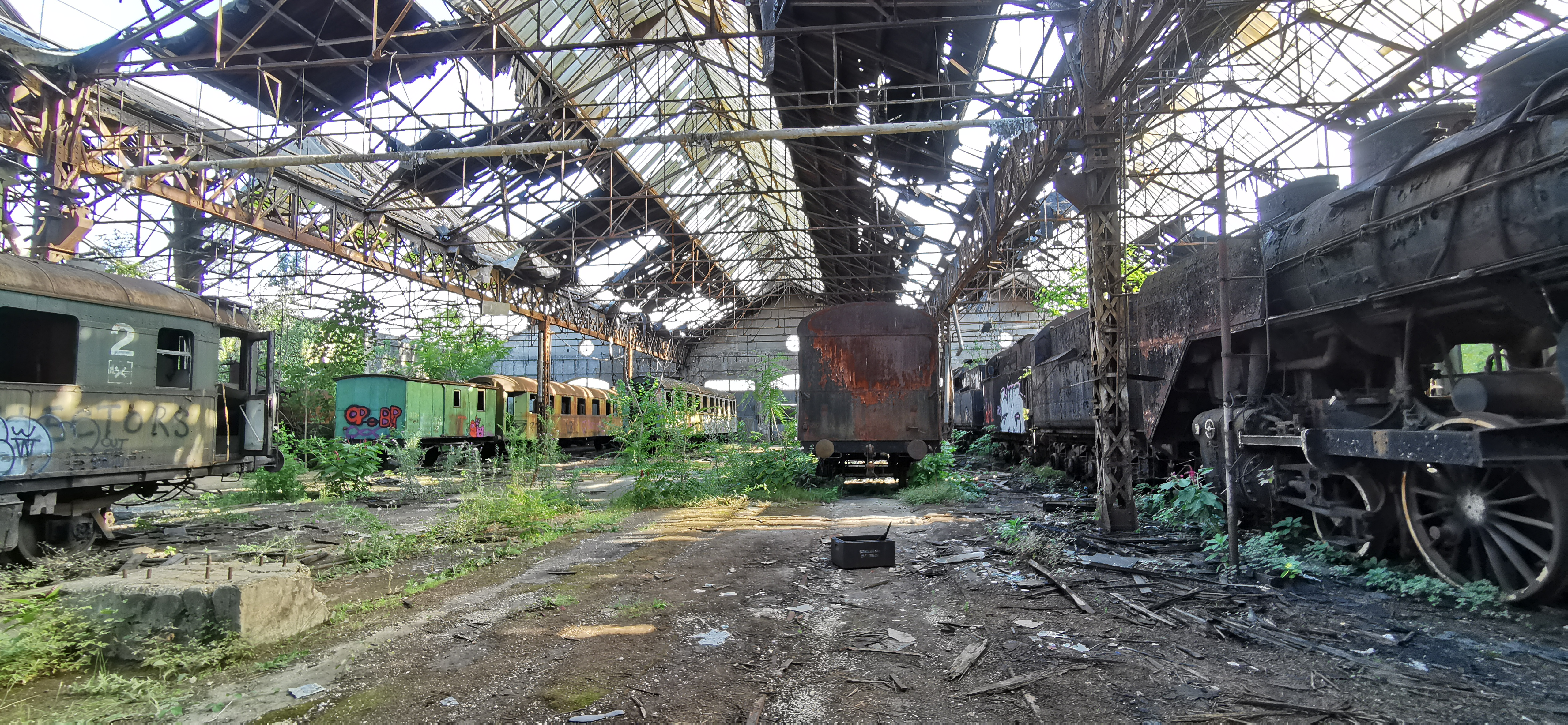
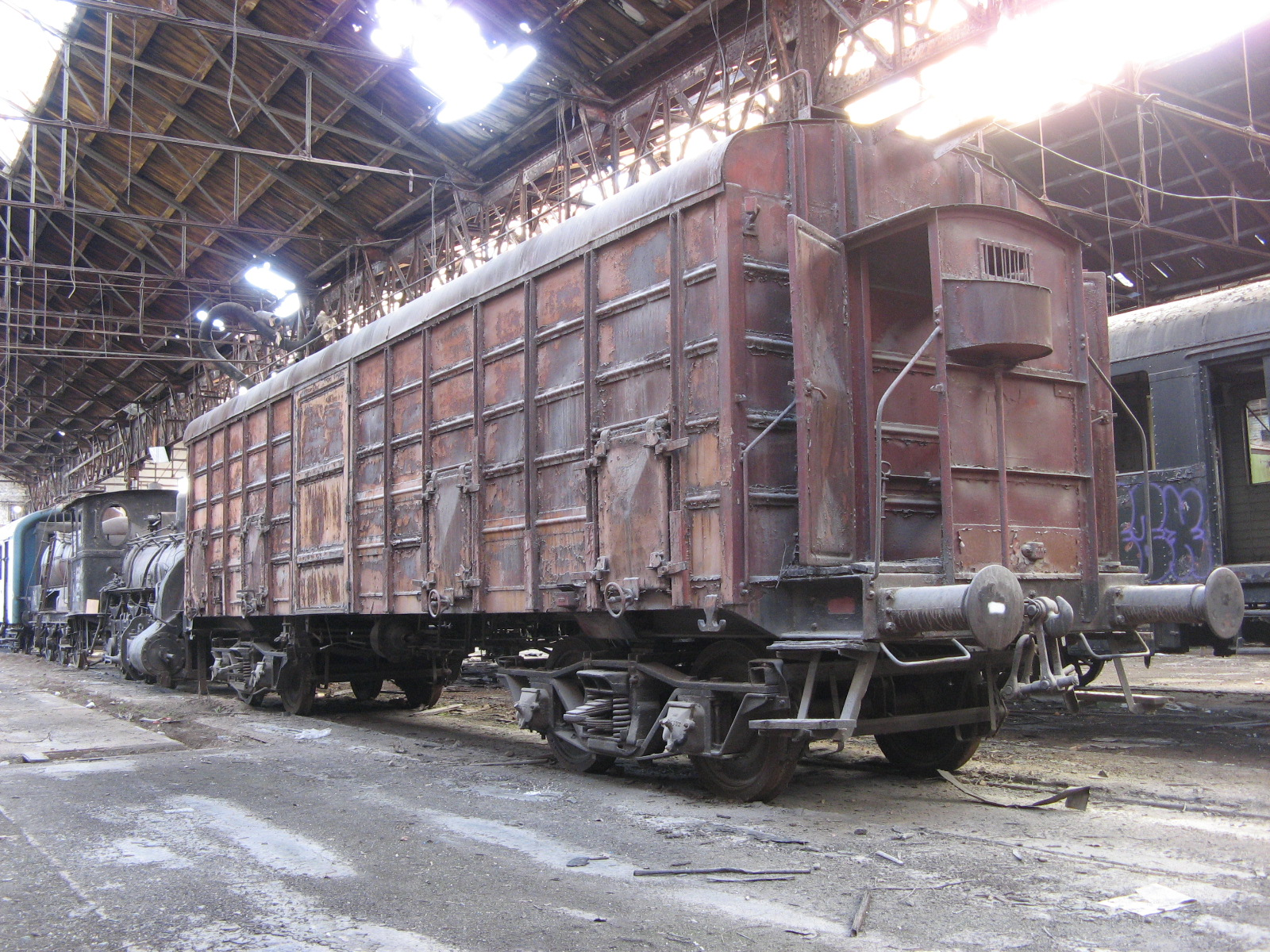
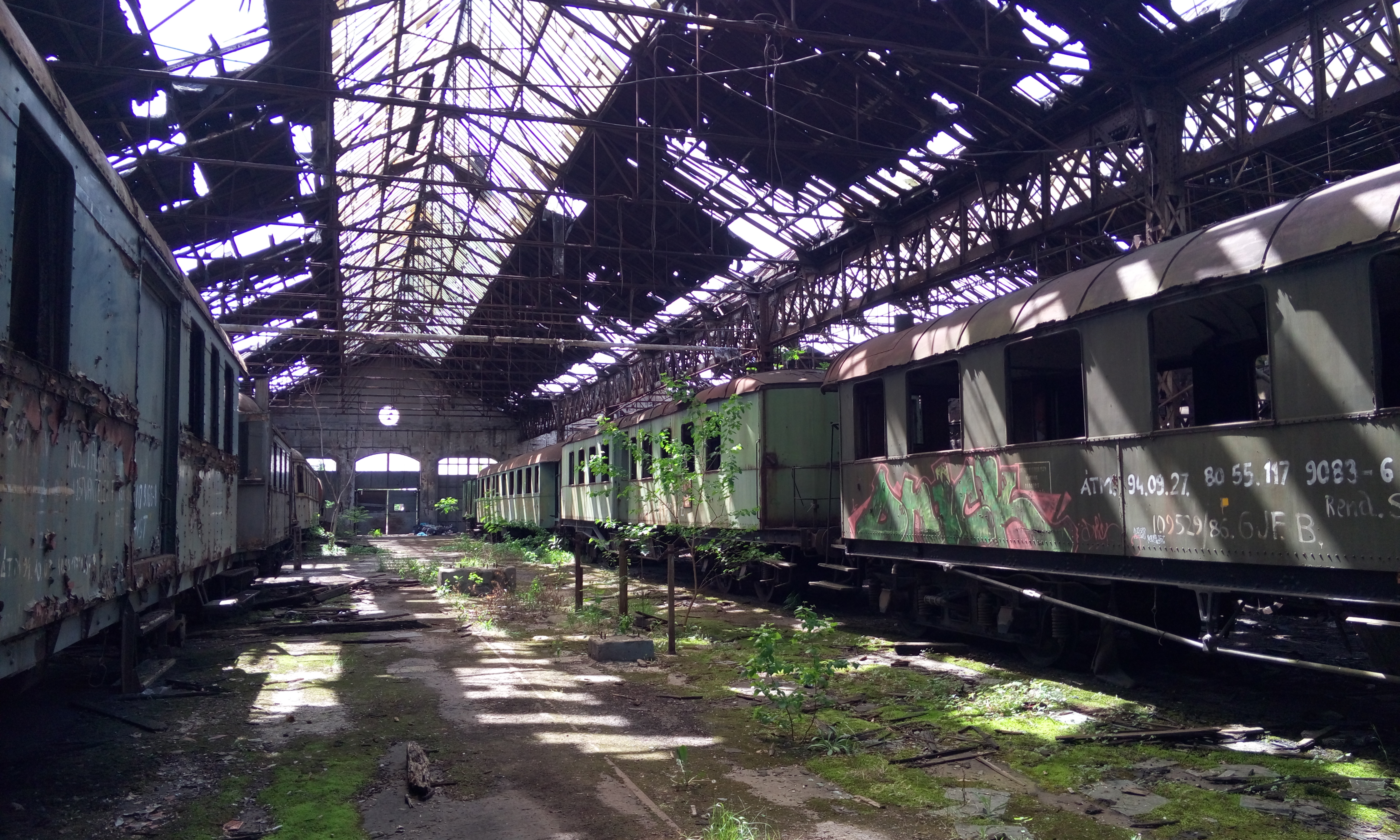
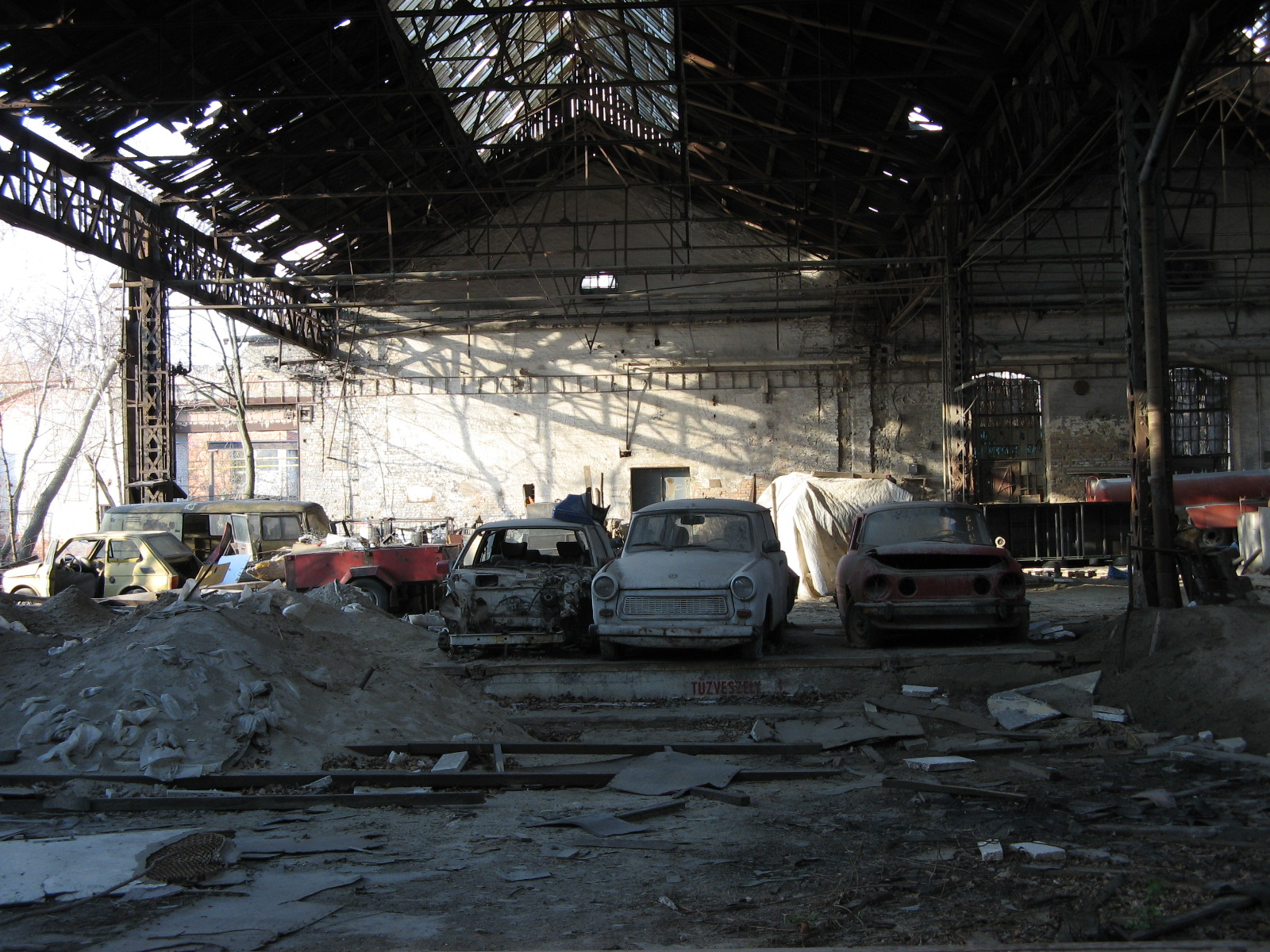

### 2020-as tűzeset

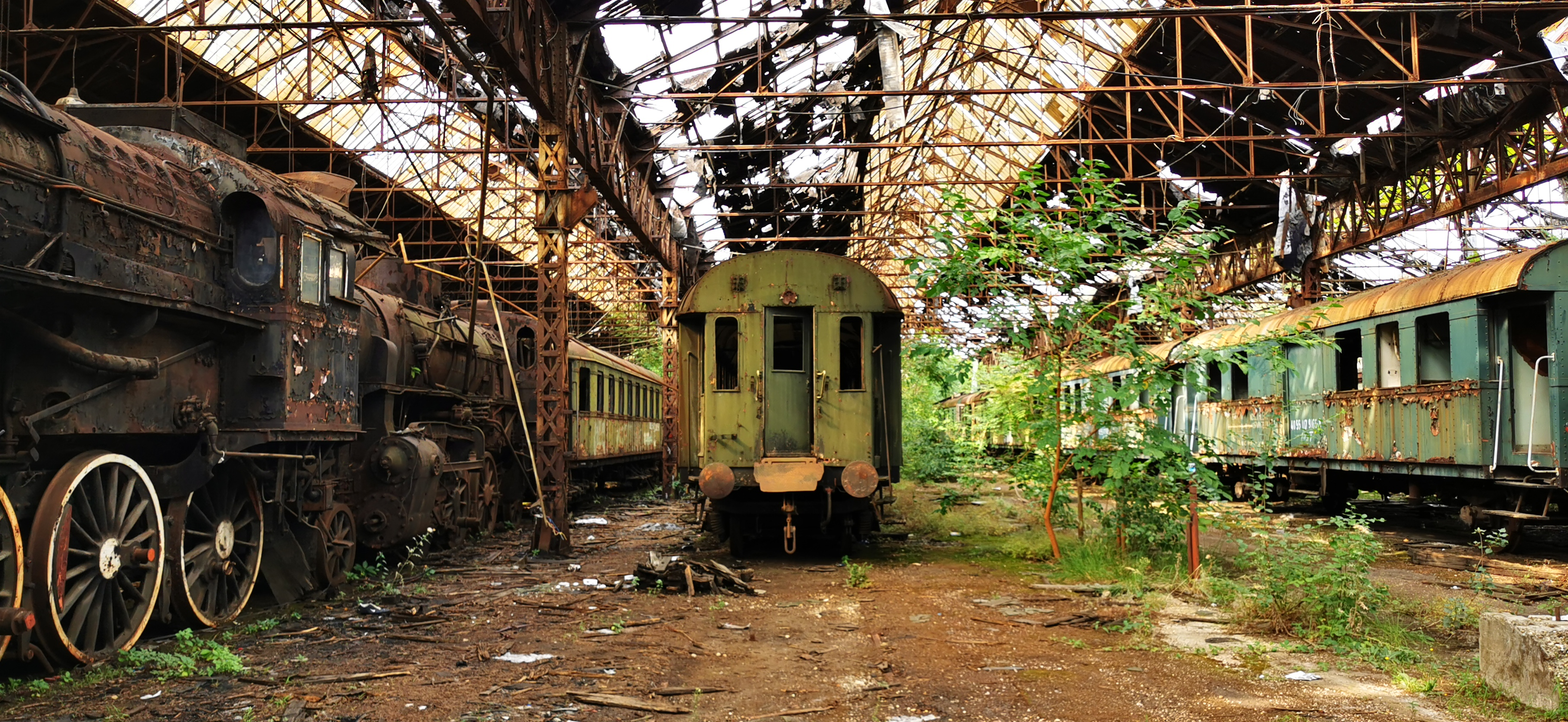
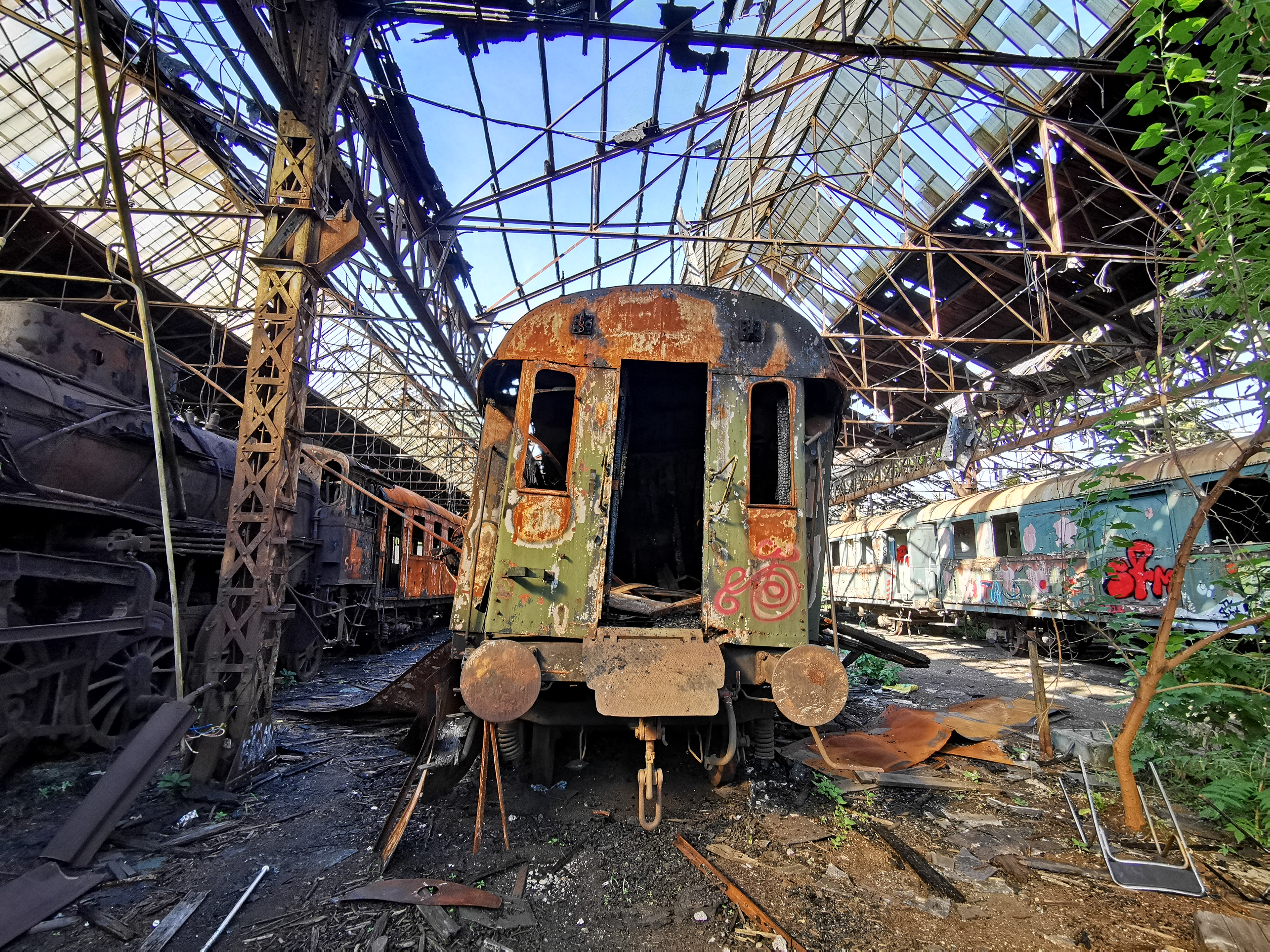
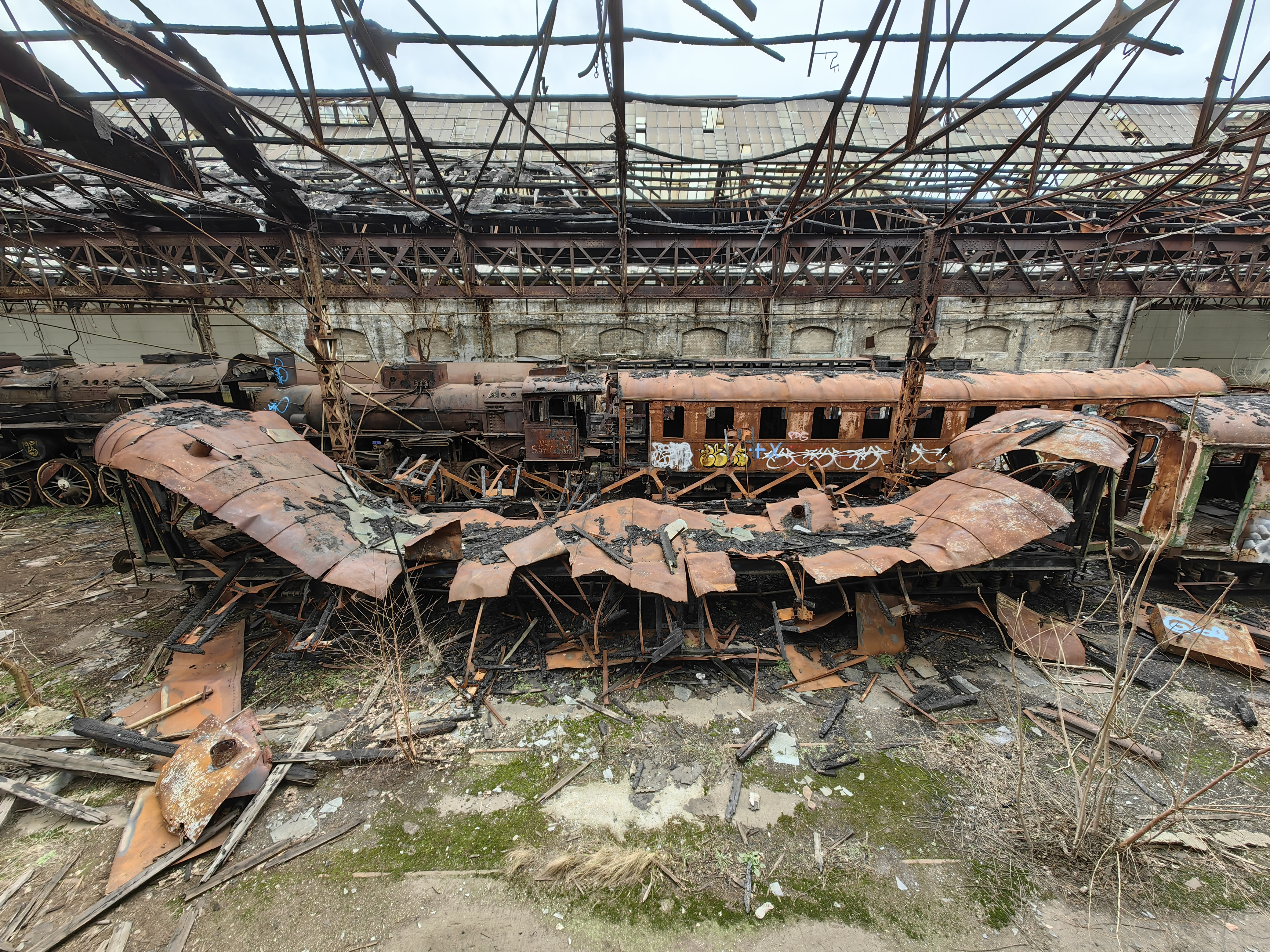
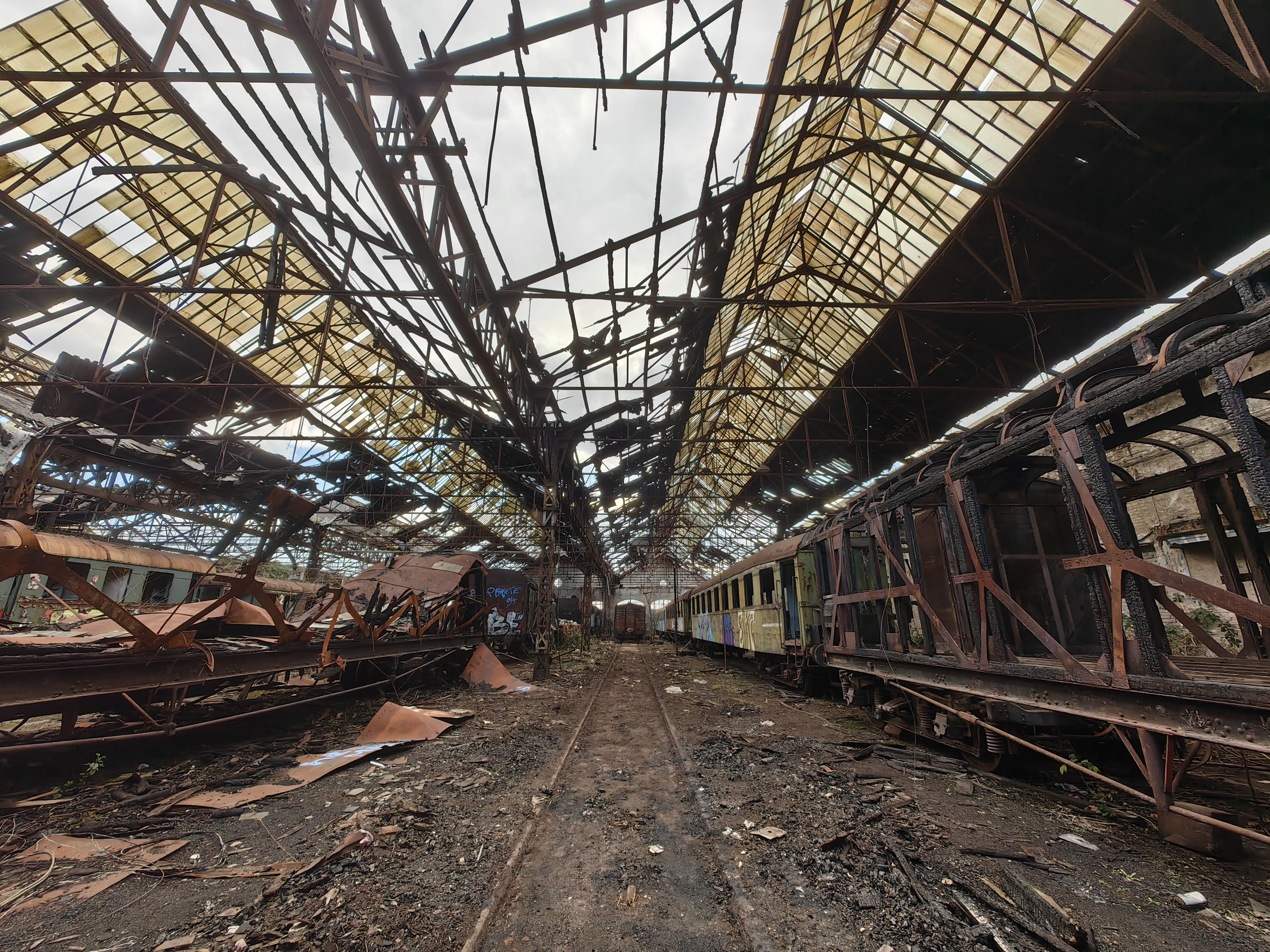

## Videófelvételek
- 2016.02.09. Istvántelek rejtett vasúti kincsei avagy miből lesz a nosztalgia, Youtube.com, Közzététel: 2019. jan. 10.
- 2018.09.08. "Kinyitja kapuit az Istvántelki Gőzösműhely" összefoglaló képekből, Youtube.com, Közzététel: 2018. szept. 11.

## Külső hivatkozások
- Bán Dávid - Úgy maradt… A vasúti járműjavítás korabeli fellegvára, az Istvántelki Főműhely (Építészfórum, 2023.04.16.)
- Újpest önkormányzatának honlapján lévő cikk Archiválva 2007. október 8-i dátummal a Wayback Machine-ben
- Képtár Istvántelekről
- cikk Istvántelek történetéről (elérés: 2013. május 2.)
- Istvántelki Főműhely topic az Indexen
- A MÁV. Istvántelki Főműhely "Testvériség" dal-, zene- és önképző egyesület módosított alapszabályai; Don Bosco Ny., Rákospalota, 1939
- Dávid László: Az első vasútüzem (sok írott és íratlan élő) története; szerzői, Istvántelek, 2018
- Salamin Márton: 36 év a magyar vasút szolgálatában. Zólyom, Szolnok, Istvántelek, MÁV Igazgatóság. 115 éves a MÁV Istvántelki Főműhely; szerk. Salamin András; Infotop, Bp., 2020

## Istvántelek a médiában
- Képeslap a főműhelyről
- Képeslap a főműhelyről II.
- Istvántelek, fotóalbum Archiválva 2007. szeptember 29-i dátummal a Wayback Machine-ben
- Unokáink sem fogják látni... MTV 2007-06-10